# 乌鲁木齐天山国际机场
烏魯木齊天山國際機場（維吾爾語： ئۈرۈمچى تىيانشان خەلقئارا ئايروپورتى‎‎，拉丁维文：ürümchi tiyanshan xelq'ara ayroporti），原名烏魯木齊地窩堡國際機場（維吾爾語：ئۈرۈمچى دىئوپا خەلقئارا ئايروپورتى‎，拉丁维文：ürümci di'opa xelq'ara ayroporti），是一座位於中國新疆維吾爾自治區首府烏魯木齊市西北方向16公里的民用機場，是中国民用一级机场，是欧亚大陆腹地的国际航空枢纽机场。在1980年代初期為中国四大机场、当今的八大国内区域枢纽、中国重要的航空国际口岸。机场飞行区等级为4F级，能够起降波音747和空中客车A380等特大型飞机，是中国大陆最繁忙的民用机场之一。2005年被民航总局确定为国家西部门户枢纽机场，被Skytrax评为全球三星级机场。南航股份新疆分公司、海航股份新疆分公司、天津航空新疆分公司、国航新疆分公司、乌鲁木齐航空、山东航空、四川航空七家航空公司先后在乌鲁木齐机场设立分公司和运行基地。2023年該機場之旅客流量為25,088,961人次。 2024年乌鲁木齐机场旅客吞吐量達到2,776.5万人次，在千万级机场中排名第18位，是中国单跑道最繁忙的机场。

## 历史沿革

### 背景
乌鲁木齐机场始建于20世纪30年代初期，最早是在市东北郊一片戈壁荒滩上略加碾压形成的一块简陋的飞行场地。
1930年2月21日，中国交通部与德意志汉莎航空签署了协议，商定共同建立一家合资的航空公司，由中方持有2/3的股份，德方持有1/3的股份。在经过了一系列谈判协商后，1931年2月，由国民政府交通部和汉莎合资的欧亚航空公司成立，总部位于上海。欧亚航空公司最初原计划开辟一条柏林至上海的航线。1930年冬，由该公司订购的两架容克斯W33型飞机由德国飞行员驾驶从柏林经苏联境内飞往上海，中途降落在迪化（今称乌鲁木齐）南梁红雁池东的一块平地上，这是首次有飞机降落新疆。
1931年12月22日至24日，欧亚航空公司试航北平（今北京）至迪化（今乌鲁木齐）航线。12月20日由北平起飞，经归绥、百灵庙、弱水河、哈密于22日下午5时30分抵达迪化，先后飞越了中国最大的几座戈壁沙漠和黄土高原，总航程2600公里，总计飞行时间18小时。1932年1月8日9时30分，飞机又由迪化起飞，于9日下午3时抵达北平，12日飞回上海。这是内地与新疆之间的首次通航，开启了新疆民航事业的新时代。
1933年6月，欧亚航空公司开通了上海至迪化（今乌鲁木齐）的定期航班，这条航线长达2500公里，是当时中国民航业开辟的最长的航线。

### 通航

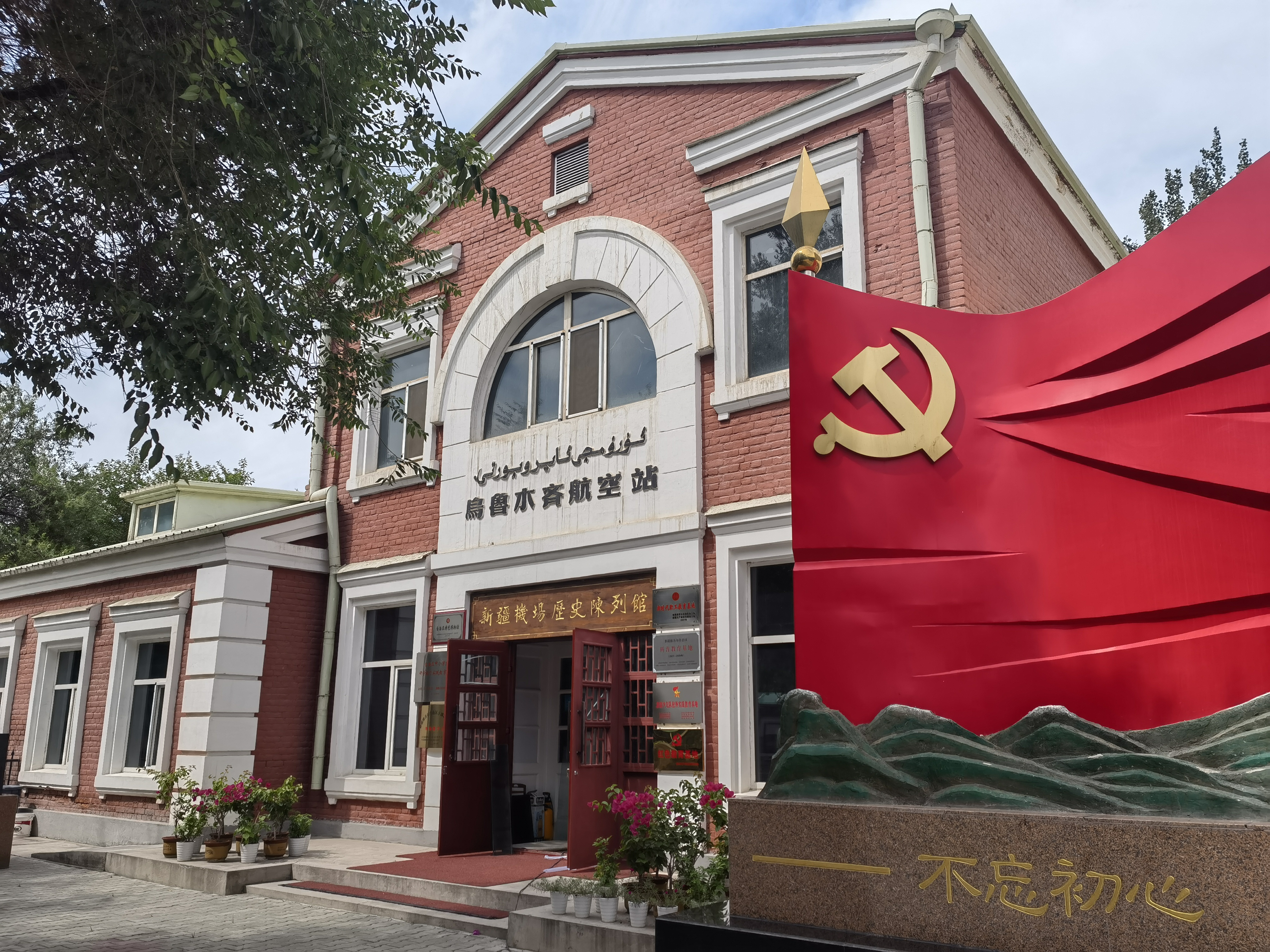
原乌鲁木齐航空站客运大楼

民国28年（1939年），国民政府为了另辟国外空中通道，与苏联商妥成立中苏民用航空股份公司，简称“中苏民航”，设总站于迪化（今乌鲁木齐），中苏民航哈（哈密）阿（阿拉木图）航空公司在迪化北郊建成地窝堡机场。
1950年3月27日，中華人民共和國政府與蘇聯政府签订关于创办民用航空股份公司的协定。根据协定，该公司在7月1日正式成立，下设北京、沈阳、乌鲁木齐三个航线管理处。
1952年，根据协定建制属于北京航线管理处的兰州站划归乌鲁木齐航线管理处管理。
1950年，新成立的中苏民航仍沿用了此机场，在场地上碾压维护形成了一条固定方向的土质跑道，长1800米、宽100米，可接纳伊尔-14飞机起降。
1955年，中苏民用航空股份公司撤销，该机场由民航局西北管理处接管使用。中国民用航空乌鲁木齐管理处成立，并由中国民航局接管。当时，在场内修建了飞行站、旅客候机室、定向台等，但未修道面。
1959年，中国民用航空局乌鲁木齐管理处升级为中国民用航空新疆管理局；民航新疆区局成立后，建成航管及办公楼、售票处、招待所等。
1960年，曾拟将该机场迁建至米泉县下泉子境内，但由于种种原因未能实施。

### 对外开放

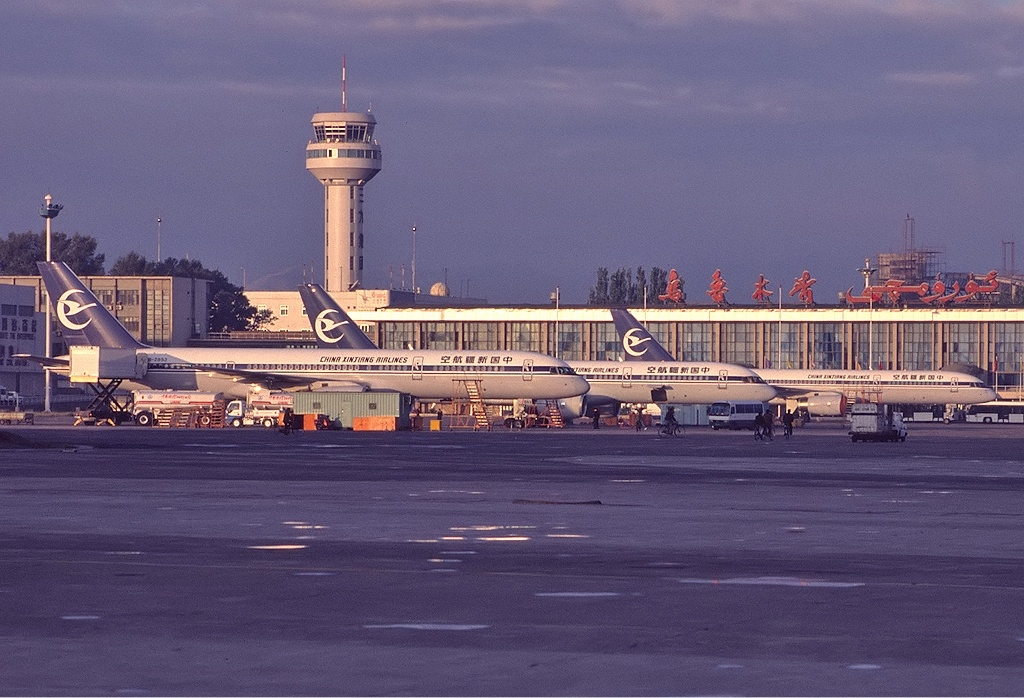
停機坪（1999年）

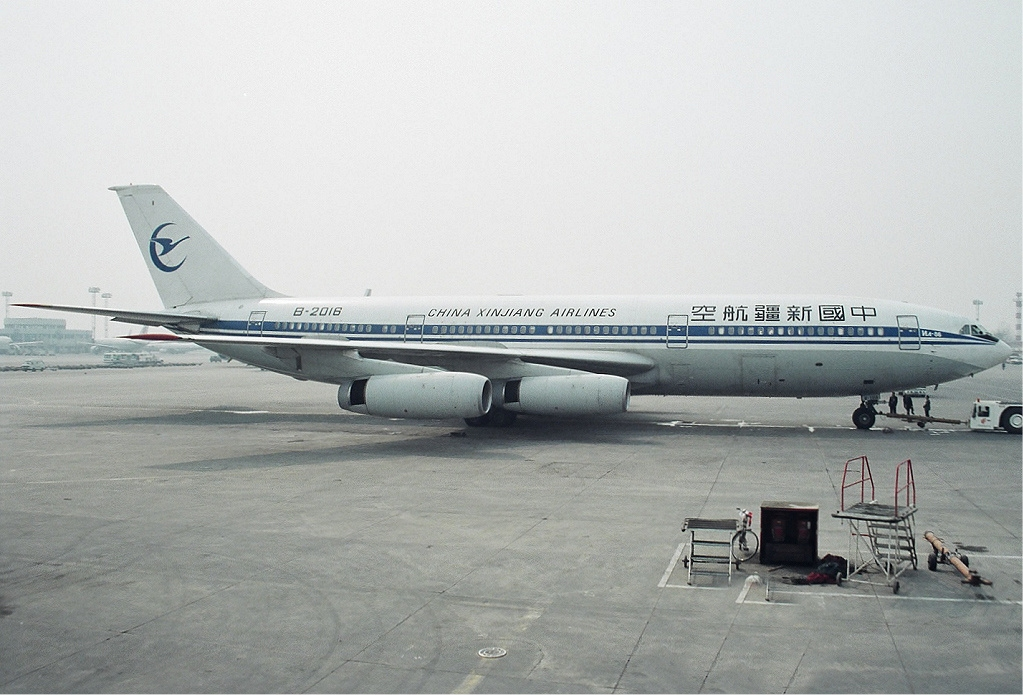
新疆航空公司伊尔-86

1971年，中華人民共和國國務院總理周恩来两次指示要开辟从新疆飞出去的国际航线。于是在原地窝堡机场场址上按照国际机场的规模和要求进行扩建，飞行区指标为4D，建有I类精密进近仪表跑道，可供伊尔-62、TU-154以下飞机起降。跑长3200米、宽50米，设有完善的目视助航灯光系统。站坪6.91万平方米，可停放8架大型运输飞机。7月12日扩建工程开工，跑道及候机楼主要工程于1973年12月竣工交付使用，全部扩建工程历时12年，于1983年结束，投资总额为7429.4万元。这次扩建后，机场设施功能已较为完备，当时在国内领先，结束了乌鲁木齐机场土跑道的历史，使乌鲁木齐地窝堡机场成为当时与北京、上海、广州并称的四大门户机场。
烏魯木齊地窩堡國際機場於1973年開放給國際旅客，已成為歐亞之間緊急降落的機場。
1974年，乌鲁木齐机场T1航站楼建成投入使用。
1985年1月1日，在民航新疆管理局基础上正式组建成立新疆航空公司，政企合一体制，并成为中国第二家成立、第一家运营的航空公司。
1986年，经中華人民共和國国务院批准，乌鲁木齐机场正式成为国际门户（口岸）机场。

### 二期扩建

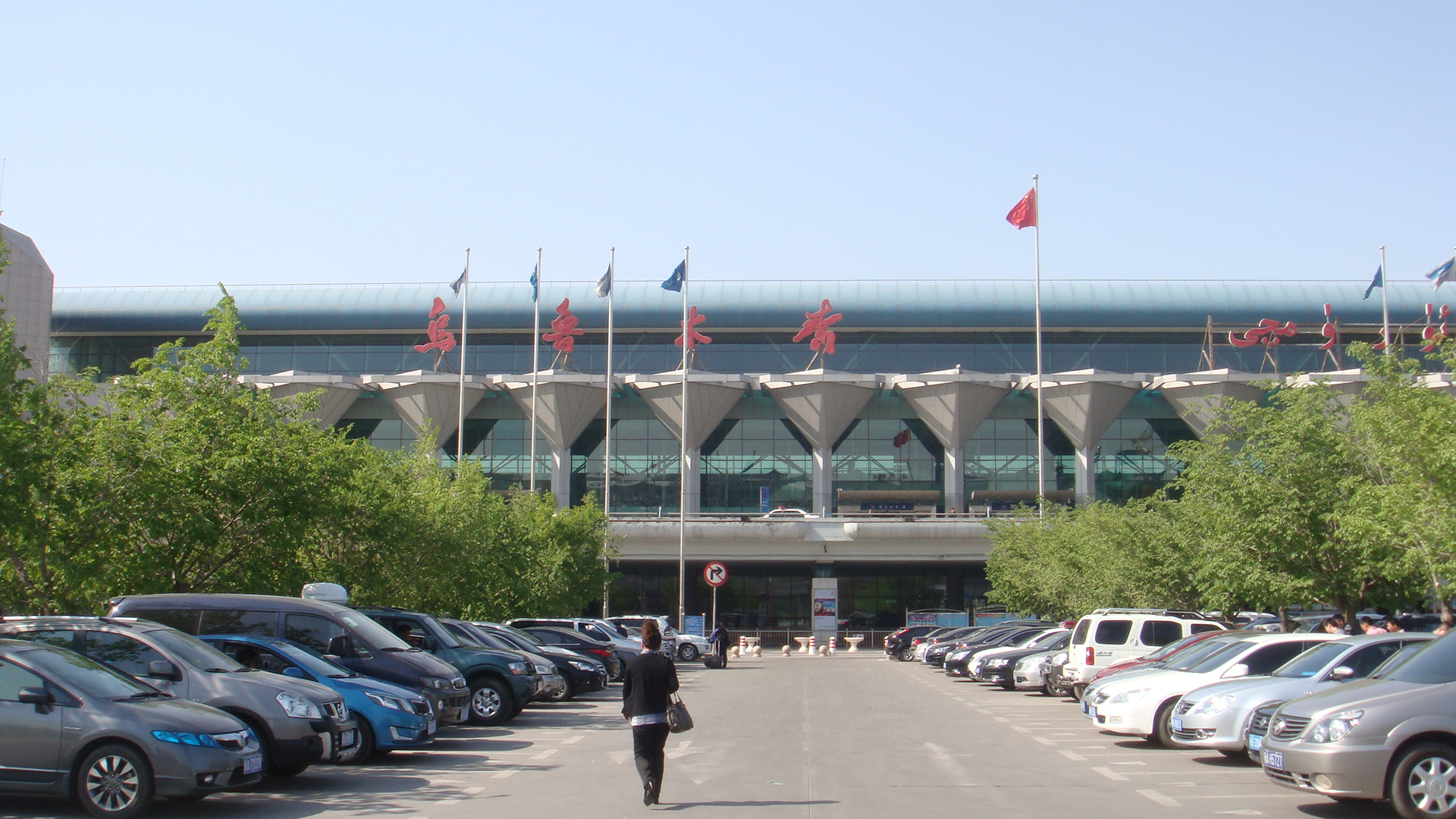
2000年投用的T2航站楼（已停用）

1992年，乌鲁木齐国际机场旅客吞吐量达到80万人次，处于超负荷运转状态，各种设施老化，机场供油能力不足，远不能适应新疆航空运输市场迅猛发展的需求。1993年12月，乌鲁木齐国际机场改扩建工程由国务院批准立项，飞行区指标4E标准，年旅客吞吐量405万人次、年飞行架次31250架、年货邮运输量4.135万吨建设，一期工程从1994年4月1日开工，1998年8月31日竣工验收。主要项目有：飞行区、航管气象楼、机务维修区、航材区、货运库房及配套的供电、供水、供暖、污水污物处理，及文化中心、幼儿园等。
1994年，乌鲁木齐机场年旅客吞吐量突破100万大关，经国家和自治区批准开始第二次大规模改扩建。经过改造，飞行区等级达到4E标准。
1998年8月，二期工程航站区及供油工程建设启动，于2001年12月16日竣工验收。2000年，T2航站楼建成投入使用。
2001年12月，根据民航体制改革要求，新疆航空公司与民航乌鲁木齐管理局分立，成为独立运作的市场主体。
2001年12月17日，乌鲁木齐国际机场二期改扩建工程通过验收，二期改扩建工程包括航站区工程和供油工程，总概算7亿多元人民币，其中航站区6亿4千多万元，供油工程6千多万元。1998年9月动工兴建，历时3年完工。。
2006年，乌鲁木齐国际机场旅客吞吐量突破500万人次，跨入中国中型机场行列。

### 三期扩建

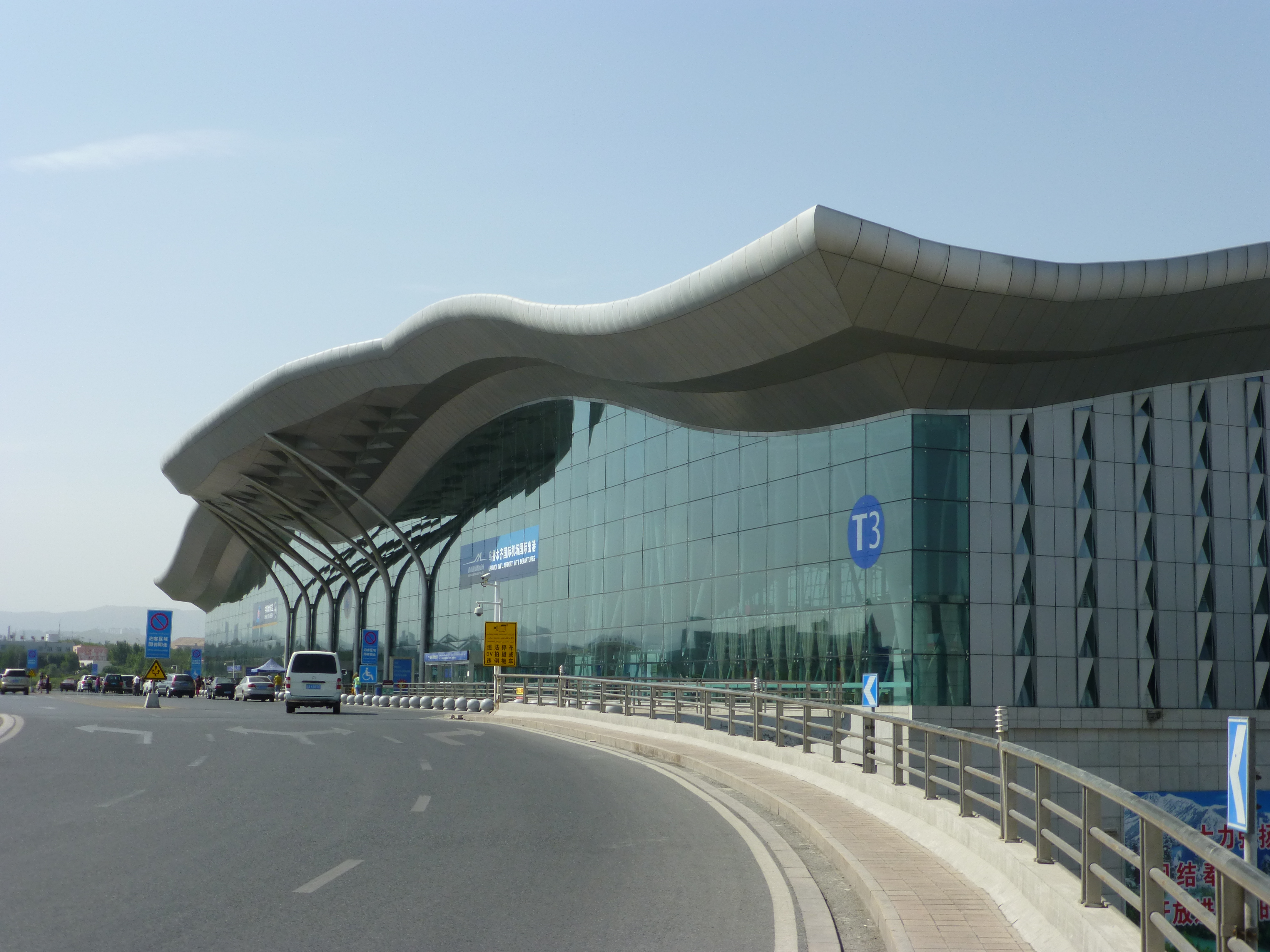
3号航站楼（已停用）

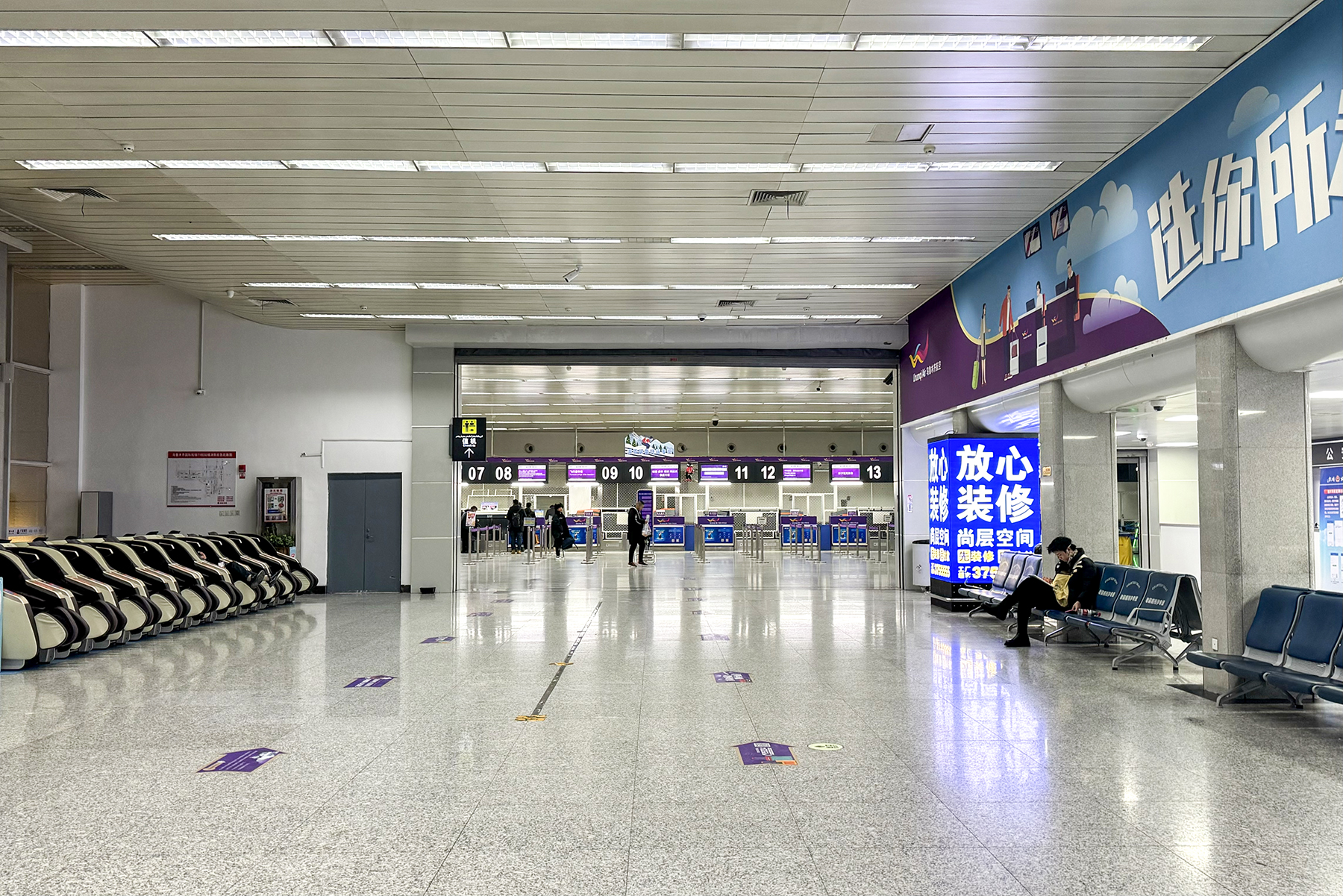
T1航站楼内部（已停用）

2007年4月19日，乌鲁木齐国际机场三期改扩建工程正式开工，工程包括新建T3航站楼，面积105862平方米；新建货站4.8万平方米，站坪43.8万平方米，改扩建航管、气象、通信、导航等设施；扩建西山卸油站、新建输油管线21.5公里，以及机场供电、供水、供暖等配套设施。预计可满足年旅客吞吐量1635万人次、货邮吞吐量27.5万吨、飞机起降15.5万架次，工程总投资概算为28.32亿元。
2009年9月29日，乌鲁木齐国际机场三期改扩建工程通过验收。
2010年3月27日，T3航站楼全面投入使用。T3航站楼采用预应力钢筋混凝土框架结构，屋面造型为“鸟巢”式，指廊象征“振翅欲飞”。T3航站楼设有21个固定登机廊桥，其中国内厅14个，国际厅7个，可停放2000辆车辆的停车场，以及60个环形岛式值机柜台。
2010年8月，T2航站楼开始改造，总投资8566万元。
2011年4月23日，改造后的T2航站楼投入使用，改造后的T2航站楼将用一部垂直电梯与T3航站楼连接起来，方便两个候机楼隔离区之间旅客往来的连接。
2011年11月，乌鲁木齐国际机场旅客吞吐量突破1000万人次，正式跨入中国大型机场行列。
2014年4月1日，天津航空、首都航空，春秋航空，云南祥鹏航空，中国联合航空，奥凯航空和西部航空将搬入改造后的T1航站楼运营，改造后的T1航站楼面积为2.2万平方米，包括6个安检通道，19个值机柜台，5个登机廊桥，可满足高峰小时700人次的业务办理。
2016年，乌鲁木齐国际机场旅客吞吐量突破2000万人次。
2017年4月11日，乌鲁木齐地窝堡国际机场荣获“2017年度最佳不正常航班机场地面服务”和“2017年度最准点机场”两项大奖。
2018年10月25日，位于机场T2航站楼南侧乌鲁木齐地铁国际机场站正式启用。

### 四期扩建
2012年，乌鲁木齐国际机场四期改扩建工程提上日程，包括在现有跑道北侧新建一条3600×60米平行远距跑道，新建航站楼以及第二塔台、机场第二油库及第二航空加油站。
2018年11月13日，国家发展改革委同意实施乌鲁木齐机场改扩建工程，项目总投资421.14亿元，机场工程投资394.27亿元，资本金占投资的70%，其中，国家发展改革委安排中央预算内投资29.57亿元；民航局安排民航发展基金70亿元；其余资本金由乌鲁木齐市人民政府安排财政资金解决。资本金以外投资由乌鲁木齐临空开发建设投资集团有限公司通过银行贷款解决。截止2018年底，乌鲁木齐国际机场放行正常率达到88.1%，位列全国千万级以上大型机场出港准点率第一名，并且乌鲁木齐国际机场旅客吞吐量达到2302.8万人次，处于单跑道超负荷运转状态。
2019年2月15日，乌鲁木齐国际机场改扩建工程正式进入建设实施阶段。包括新建3600米的第二跑道和3200米的第三跑道，以及50万平方米的北区航站楼及34.5万平方米的交通中心。改扩建完成后，飞行区等级将达到4F（为最高等级，可起降空客A380飞机），可满足年旅客吞吐量6300万人次、货邮吞吐量75万吨；航站区可满足年旅客吞吐量4800万人次、货邮吞吐量55万吨
。
2022年4月13日，乌鲁木齐机场改扩建项目T4航站楼工程钢屋盖全面提升并拼接完成封顶，标志着T4航站楼整体框架施工完毕，进入金属屋面及幕墙安装阶段。
2024年7月23日，乌鲁木齐市人民政府拟同意乌鲁木齐地窝堡国际机场更名为“乌鲁木齐天山国际机场”，並向公眾徵求意見。2025年3月，中国民用航空局批复乌鲁木齐地窝堡国际机场更名为“乌鲁木齐天山国际机场”。
2025年4月17日，乌鲁木齐国际机场北航站区T4航站楼正式投入运行。北航站區投運后具备年旅客吞吐量4800万人次、货邮吞吐量55万吨的保障能力，遠期將擴容至6300萬人次及75萬噸貨郵，成為輻射中西亞的復合型國際航空樞紐。随着北航站区的启用，乌鲁木齐国际机场T1、T2、T3航站楼于4月17日零时起暂停使用，所有国内、国际及港澳台地区航班均转至北航站区运营。4月22日，新疆机场集团、新疆天惠商业管理有限责任公司通过微信公众号发布招商公告，将对乌鲁木齐天山国际机场T2、T3航站楼进行升级改造。其中，T2航站楼消博园定位为国际消费博览中心，T3航站楼商务港定位为国际商务枢纽，项目总投资1.89亿元，规划商业面积6.3万平方米。
2025年7月1日至7月19日，乌鲁木齐天山国际机场单日旅客吞吐量连续17日突破10万人次，累计完成旅客吞吐量195.8万人次，同比增长9.8%。其中7月18日单日旅客吞吐量达10.77万人次，當月内第6次打破乌鲁木齐天山国际机场单日旅客吞吐量历史最高纪录。

## 机场设施

### 北航站区
乌鲁木齐机场改扩建工程于2019年10月开工建设，项目投资421.14多亿元，飞行区为最高4F等级，可以保障空客A380等超大型客机起降，是中国首个枢纽机场PPP项目，也是最大规模的机场PPP项目。根据规划，工程新建两条4F级第二跑道、第三跑道，50万平方米的北区航站楼以及9.3万平方米的综合交通中心，25.1万平方米的停车场以及办公、安检、海关、航食、货运、机务、能源、信息、地下管廊等配套设施。新航站楼已于2025年4月投入运营，在启用前进行了多次综合演练。所有航班现已全面转场T4航站楼，之后机场计划增加起降航班数和国际航班数。
新建设的北航站区拥有177个客运停机位，增加的数量超过南航站区总和，将极大缓解运输压力。由于北航站区与南航站区不互通，需要搭乘 █ 机场捷运（原 █ 乌鲁木齐地铁2号线机场段）接驳，2025年4月T4航站楼开放后，T1、T2、T3航站楼关闭停止使用。

#### T4航站楼（北航站楼）

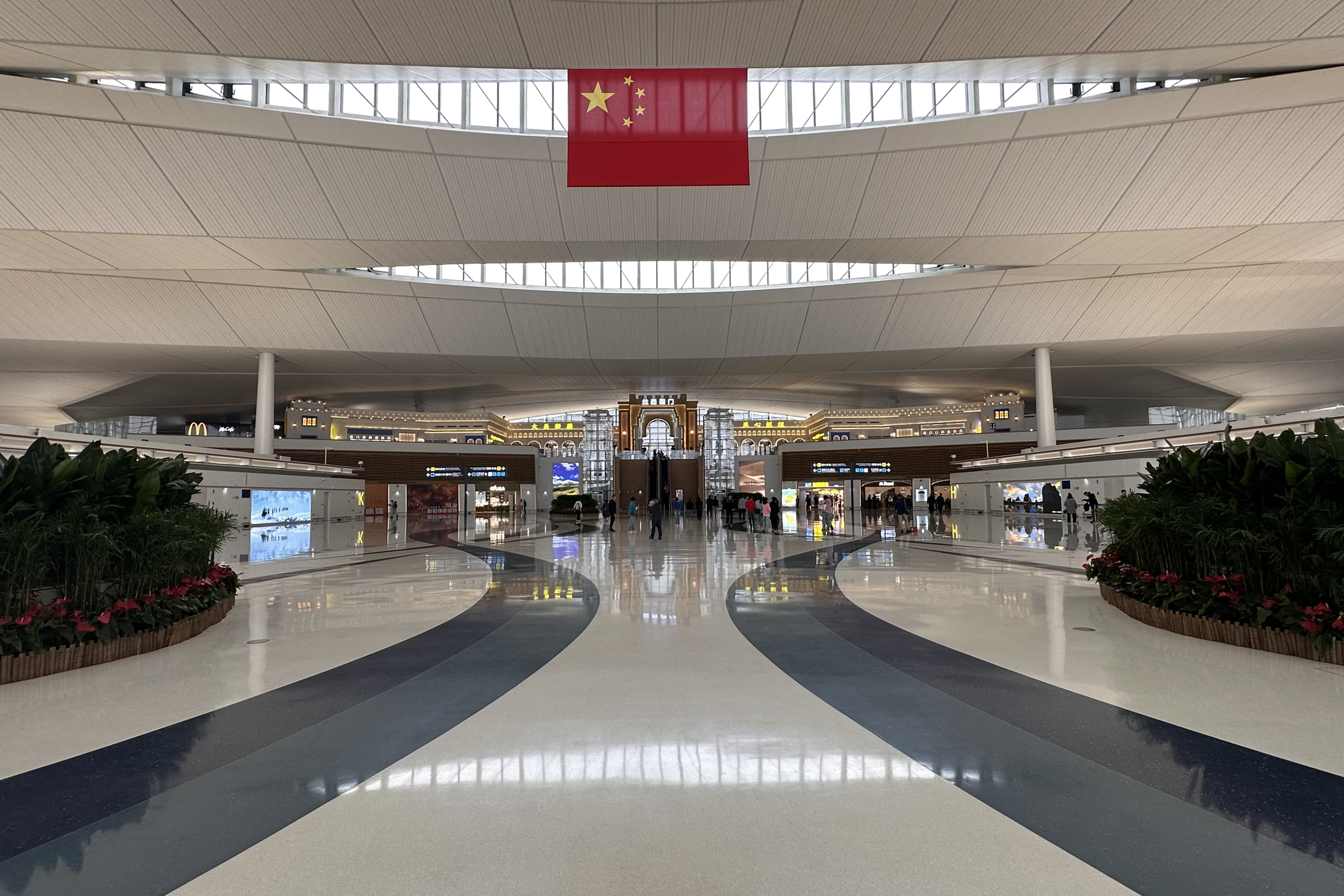
航站楼内部出发大厅

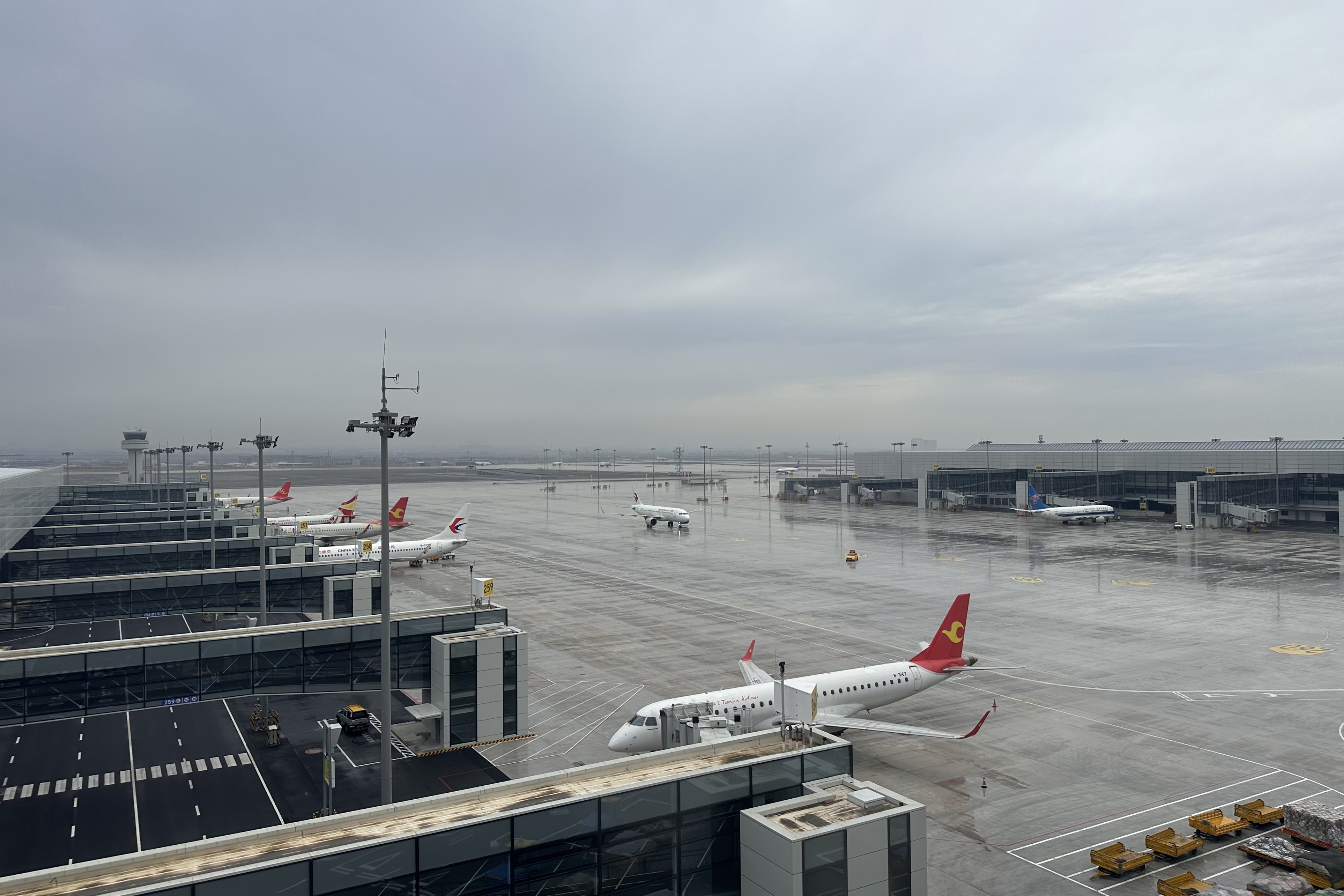
乌鲁木齐天山国际机场停机坪

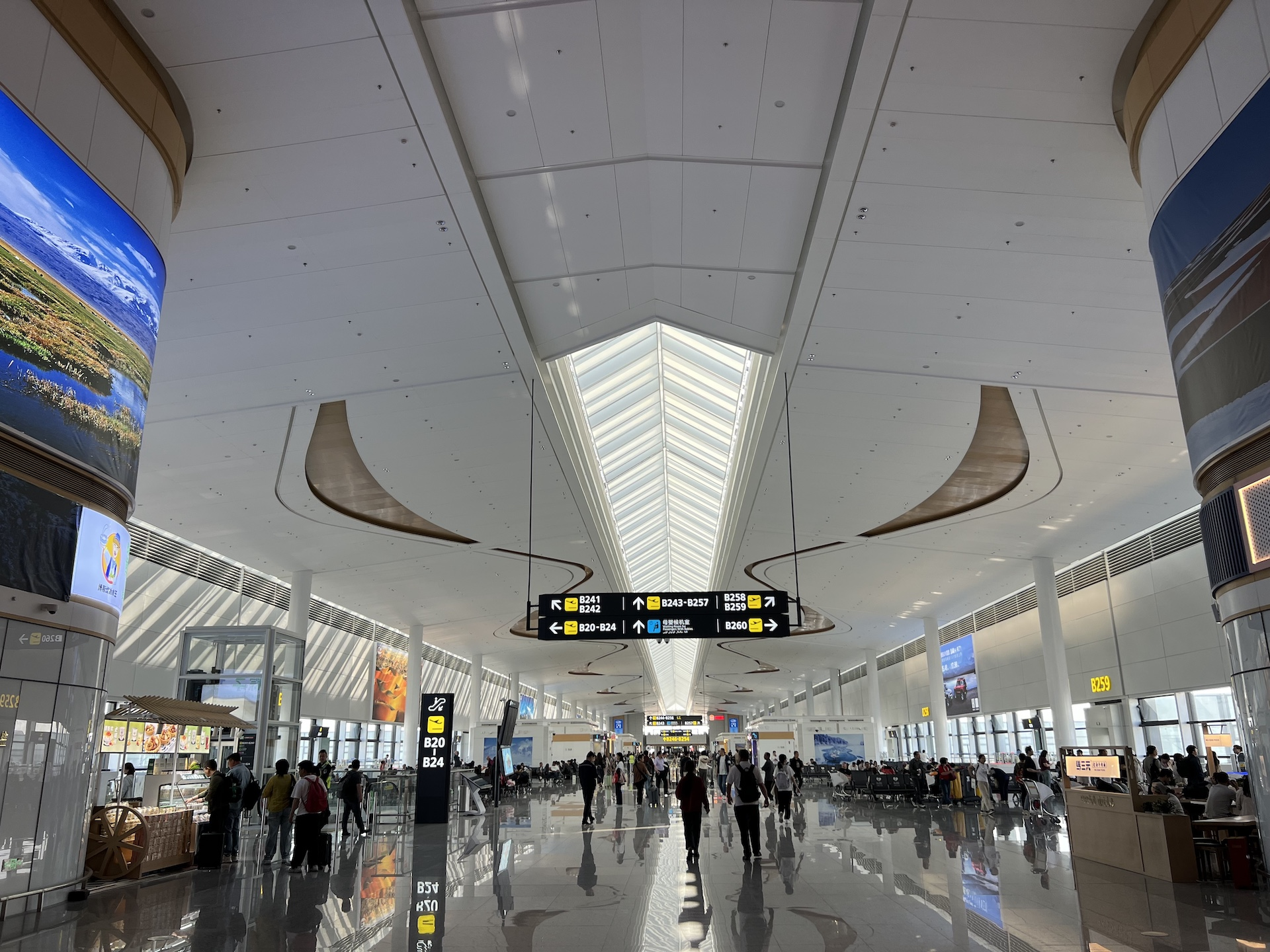
北航站楼B指廊内部

T4航站楼主楼为一次性建成，北区航站楼面积约55万平方米。航站楼平面布局分为一个主楼和三根平行指廊，主楼面宽约684m、进深约215m，三根指廊宽度均为42m，共设有66座固定登机桥，68个近机位。航站楼与交通中心及车库之间设交通连廊。航站楼地下一层、地上四层（含夹层），自上而下分别是出发景观商业夹层、出发值机办票及国际出发候机层、国内混流及国际到达层、站坪层、地下机房及设备管廊层。航站楼国内国际旅客分离，国内旅客的出发和到达在同层混合，国际旅客的出发到达旅客上下分层，出发层在上，到达层在下。
T4航站楼新建航站楼两翼指廊西端分别设置机坪塔台一座，用于新建航站区的机坪管制指挥。2023年7月8日，机场改扩建工程机坪塔台完工。停放与航站楼近机位运行有关的地面服务特种车辆，如清水车、电源车、气源车、中型公交车等，布置在航站楼的指廊下部等位置。设置机务维修用房4500 ㎡、机务车辆及维修用房1700㎡、候管部维修用房1440㎡。
乌鲁木齐国际机场北航站区航站楼于2017年开工在建，由上海现代建筑设计旗下华东建筑设计研究总院中标 。乌机屋盖南北向为连续光滑的自由曲面，东西向呈高低错落的台阶状用以布置天窗，天窗两侧结构最大高差约6m。钢屋盖被天窗分成五片，其中第二、第四片屋盖下部无结构柱支撑。南、北指廊分別長度 810米，中指廊374米，鋼結構屋架整體長度415米，屋面高度14.53米，用鋼量2100噸，跨度38.5米。

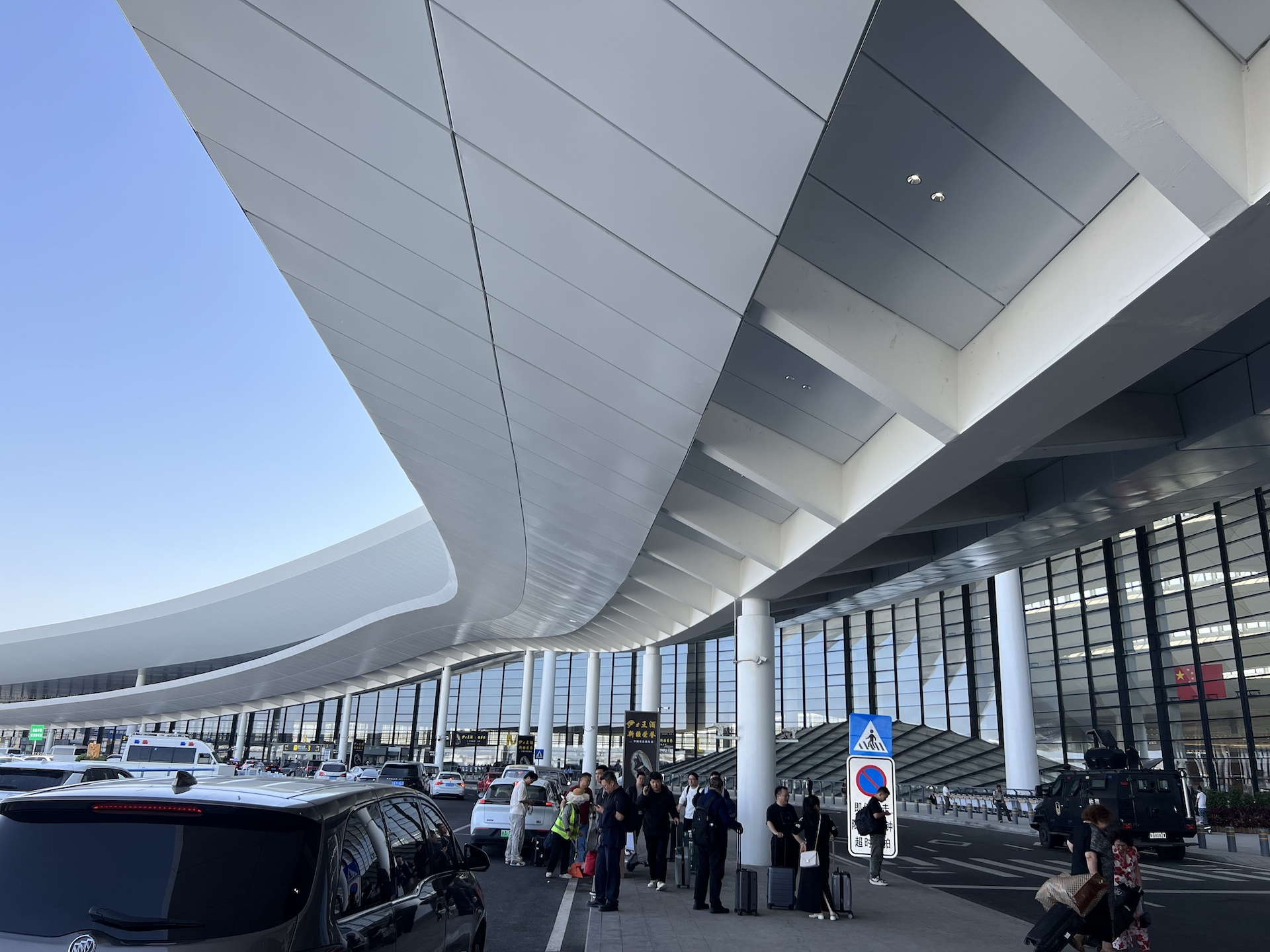
北航站楼到达落客区
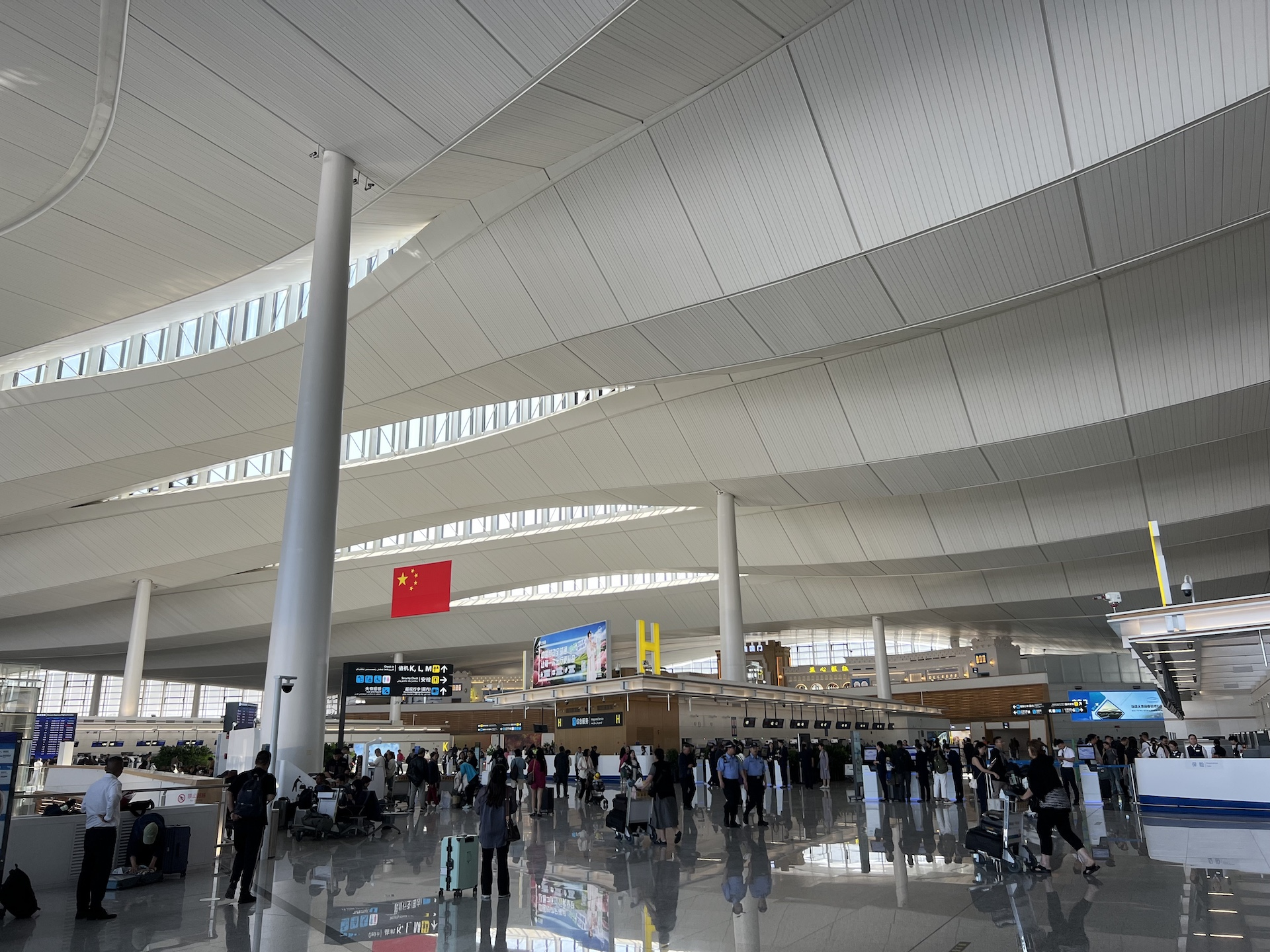
北航站楼出发大厅
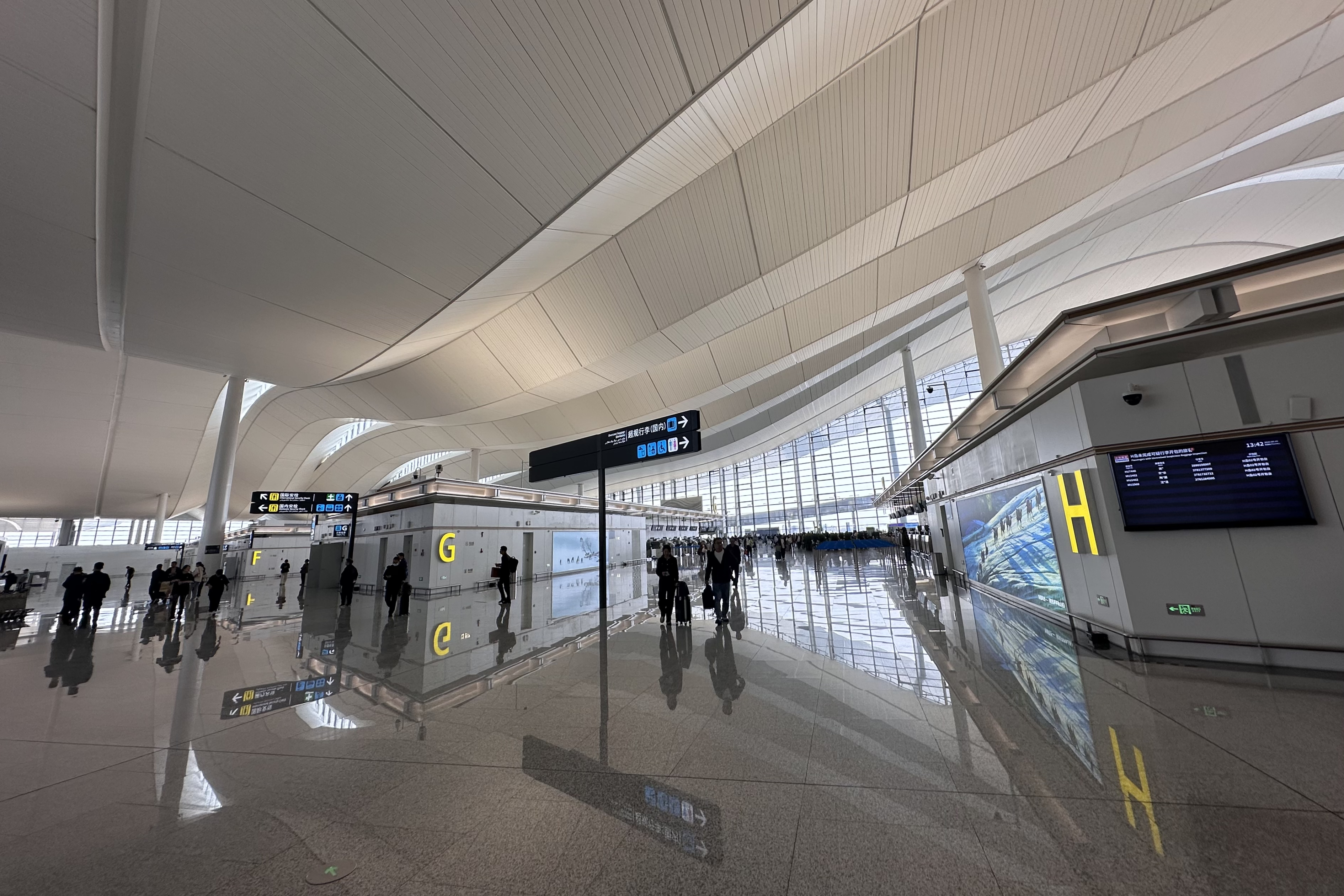
T4航站楼值机区域
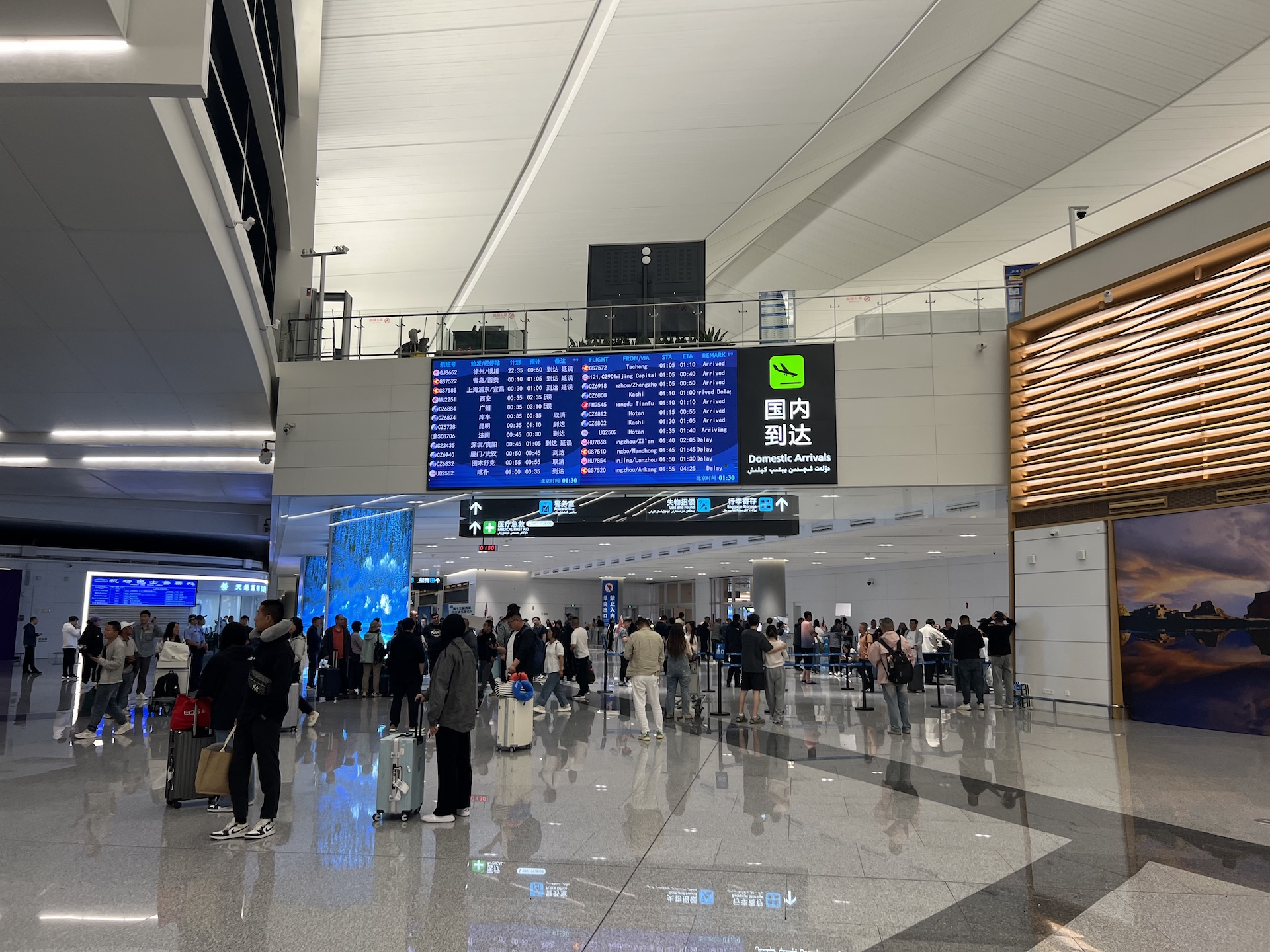
北航站楼到达大厅

T4航站楼楼层
| 4F  | 出发景观商业夹层 |                                                                              |
| 3F  | 主楼             | 国际航班值机F、联检区（海关、检疫、边防、安检）；国内航班值机G/H/K/L/M、安检 |
| 3F  | 北指廊           | 国际出发候机层、休息室、商铺、登机口D264-284                                 |
| 2F  | 主楼             | 国际到达联检区（检疫、边防、海关）、行李提取1-7；国内行李提取8-23            |
| 2F  | 北指廊           | 国际到达层；国内混流C261-C263                                                |
| 2F  | 南、中指廊       | 国内混流、A215-A240、B241-B260登机口                                         |
| 1F  | 主楼             | 往交通中心、出租车                                                           |
| 1F  | 南、中指廊       | 站坪层；远机位登机口                                                         |
| 1F  | 北指廊           | 国内混流、C264-C279登机口                                                    |
| -1F | 设备层           | 地下机房、设备管廊                                                           |

- 北航站楼到达落客区
- 北航站楼出发大厅
- T4航站楼值机区域
- 北航站楼到达大厅

##### 卫星厅（规划）
规划在T4航站楼西侧建设南、北卫星厅，总建筑面积15万平方米，机位48个。但没有捷运系统，未来需要依靠机场摆渡车运输。

##### 机场交通中心
T4航站楼交通中心长332米，宽80米，包括换乘中心和敞开式停车库两大区域，建筑总面积为34.45万平方米，与航站楼、高架桥、地铁站厅、停车库互有衔接，集地铁、巴士换乘、出租车候车、商业、旅游集散等多种功能。停车库共设计停车位数量5520辆，是新疆建筑面积最大的敞开式停车库。并引入机场捷运、乌昌线（规划）实现换乘。

#### 北飞行区

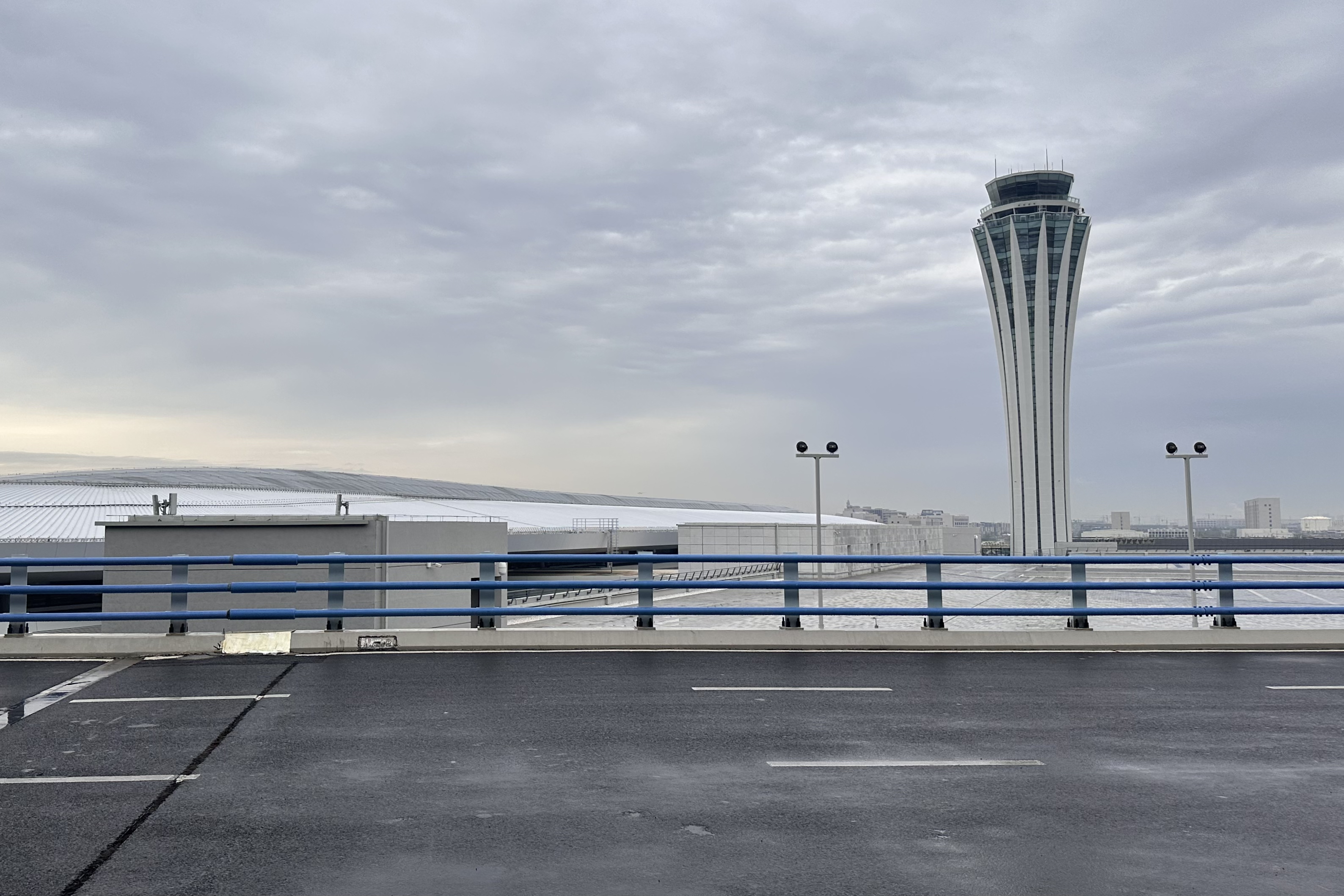
乌鲁木齐天山国际机场塔台

- 第二跑道（08R/26L）：位于第一跑道以北1830米，飞行区等级4F，跑道长3600米，宽45米，具备I类精密进近能力[48][49]，主要负责离场。
- 第三跑道（08L/26R）：位于第二跑道以北380米，飞行区等级4F，跑道长3200米，宽45米，主降方向具备III类精密进近能力，次降方向具备I类精密进近能力[48]，现主要负责进场。但由于扰民问题，在2025年12月第一跑道改造完工运行后将负责离场。

二跑道主次降方向各设有套Ⅰ类仪表着陆系统；在第二跑道南侧东、西两端内撤适当位置设有2部场面监视雷达、27个多点定位站点并配备机场场面监视融汇系统。在三跑道主降方向建设1套ⅢA仪表着陆系统，次降方向建设1套Ⅰ类仪表着陆系统。在昌吉市佃坝镇征地10亩，设有1座DVOR/DME进离场导航台。
由航图可知，第二、第三跑道与第一跑道不互通。需要等到南航站区停用后，北航站区与第一跑道滑行道连接工程完成才能实现三跑道互通。

#### 北航站区货运站
北航站区新建国内货站及国际货站满足全场货运增长量。由于本期新建北航站区国际货量相对较小，考虑到相关配套设施的集中利用、海关对国际货物监管的便利性，本期全部国际货运业务将统一置于北区货运设施中处理，现有国际货站调整为国内货站。新建国内货站站房14140㎡、国际货站站房8400㎡。

### 南航站区
由于南航站区与北航站区外场和内场均不互通。外场需要搭乘 █ 机场捷运（原 █ 乌鲁木齐地铁2号线机场段）接驳，2025年4月T4航站楼开放后，T1、T2、T3航站楼关闭改造，不再用于旅客到发业务。
- 第一跑道（07/25）：于1994年接受改扩建，飞行区等级4E，跑道长3600米，宽45米，PCN值74，标高648米，具备Ⅱ类精密进近能力[50]。

由航图可知，现第一跑道与第二、第三跑道不互通。第一跑道与北航站区滑行道连接工程完成才能实现三跑道互通。由于扰民问题，在2025年12月第一跑道改造完工运行后将负责进场。
第一跑道南侧有两条平行滑行道长3600m，一条站坪滑行道长3600m，跑道与第一平行滑行道中心线间距为190m，跑滑间设4条垂直联络道、4条快速出口滑行道。升降带尺寸3720m×300m。
乌鲁木齐机场南航站区截止2018年，停机坪面积83.76万平方米，总机位98个，其中近机位34个（5E18D11C），远机位45个（3E11D31C），货机位10个（3E7D），除冰机位9个（2E7C）。飞行区围界内侧铺设有宽3.5m 的沥青环场路，飞行区排水设施包括平行于跑道方向布置的3条干线排水沟。

#### T1航站楼（已停用）

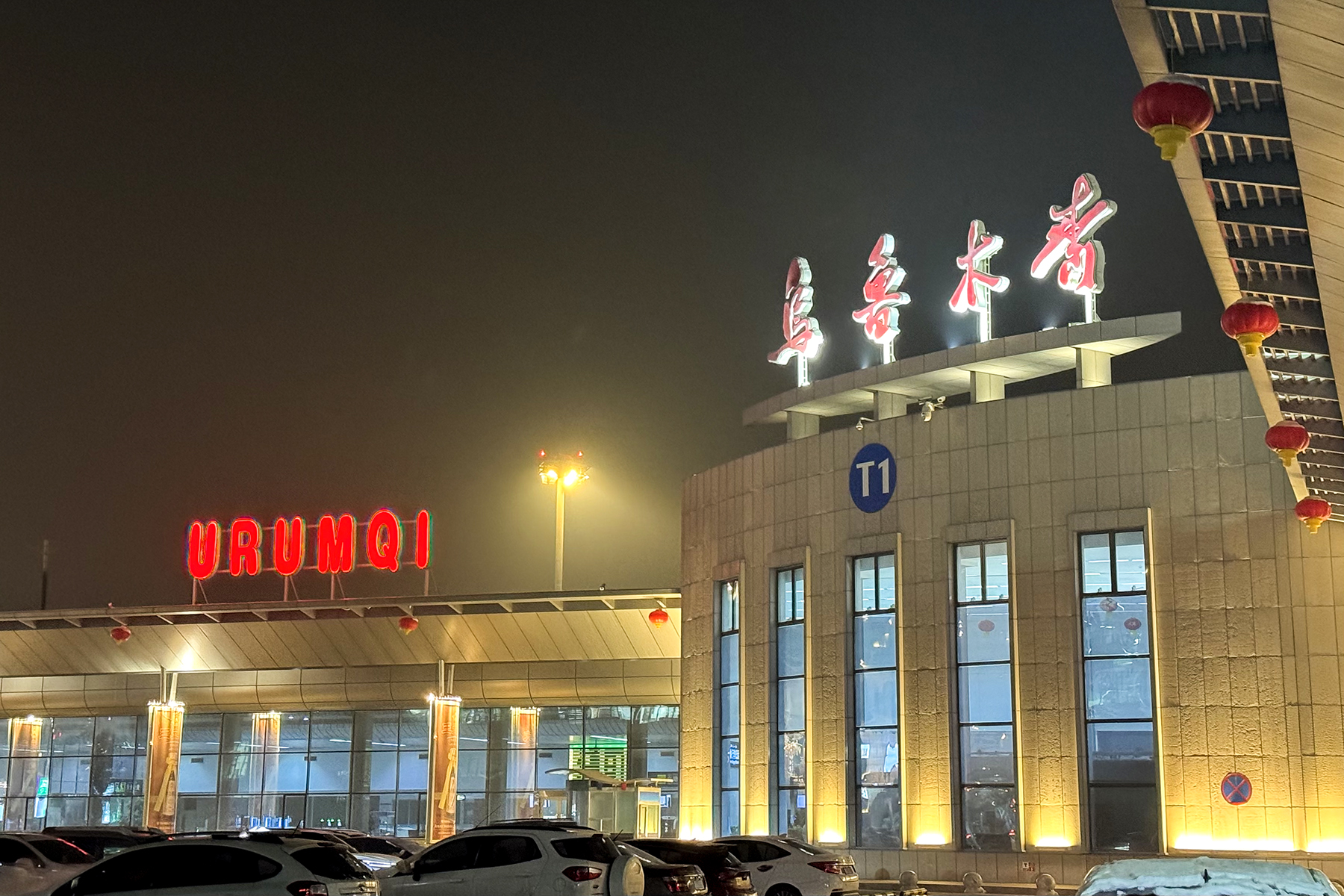
T1航站楼夜景（已停用）

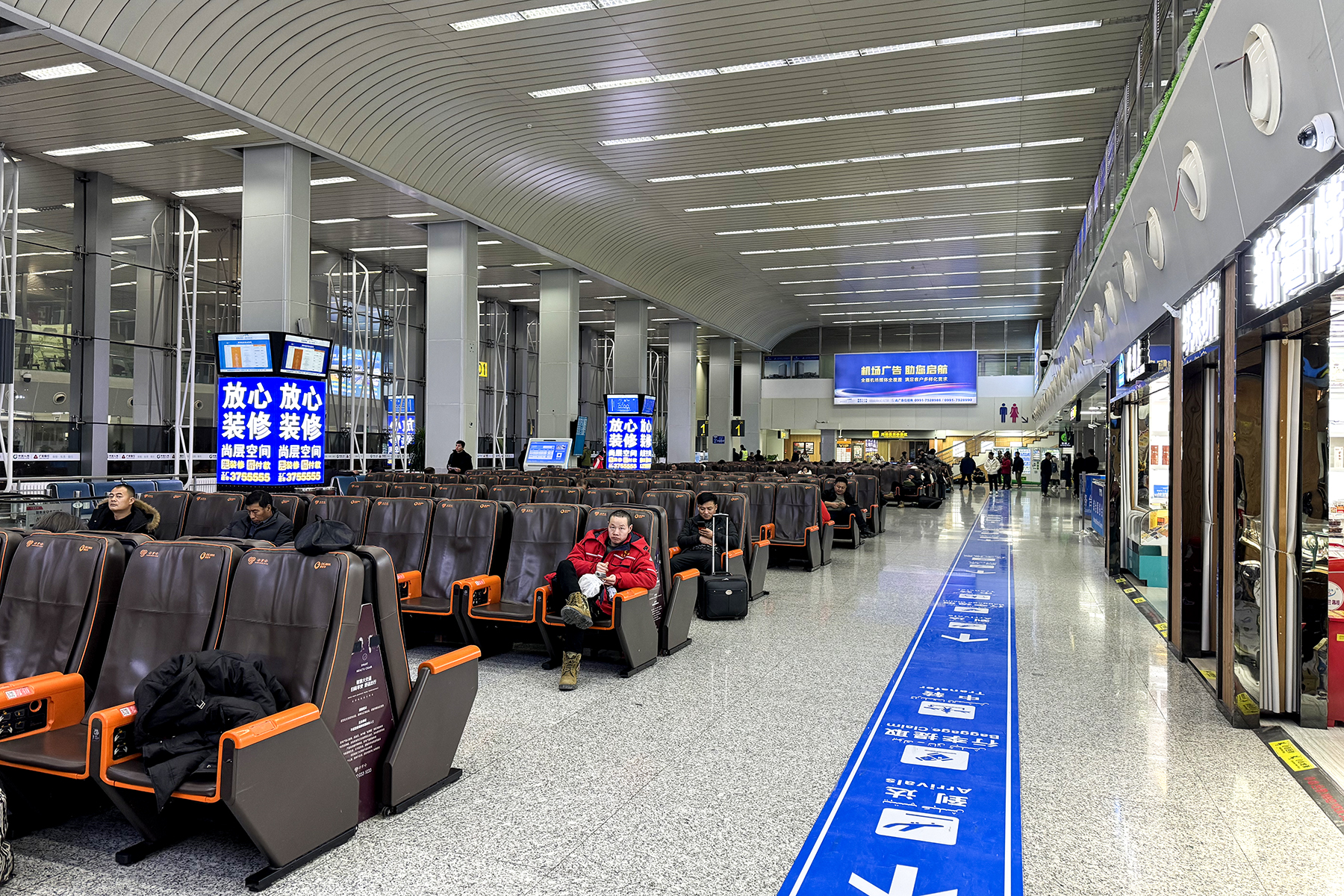
T1航站楼空侧候机区（已停用）

1971年7月12日，乌鲁木齐机场扩建工程开工，跑道及候机楼主要工程于1973年12月竣工交付使用，全部扩建工程投资总额为7429.4万元。这次扩建后，机场设施功能已较为完备和领先，使乌鲁木齐地窝堡机场成为当时与北京、上海、广州并称的四大门户机场。
2011年4月23日，乌鲁木齐机场T1航站楼关闭，2013年8月30日进入更新改造工程。T1航站楼现有面积2.2万平方米。2014年4月1日，T1航站楼恢复运营。改造后的T1航站楼设有6个安检通道，19个值机柜台，具备高峰时每小时700人次的业务办理能力。
2020年2月11日，T1航站楼关闭停用，进行内部流程优化改造和设施设备提档升级，改造升级优化了T1航站楼内1号至6号登机口的顺序。将T1航站楼内部分的标识牌重新更换，在登机口配备登机自助闸机，旅客座椅统一更换成皮质按摩椅，另外T1航站楼可直接通往机场宾馆，针对带孩子出行的旅客，T1航站楼设置了一间母婴室（内含哺乳室），同时配备了恒温饮用水、免费备品等。
2021年4月1日，乌鲁木齐机场T1航站楼重新启用主要供支线航空私营航空和低成本航空使用，包括天津航空、长安航空、福州航空、祥鹏航空、首都航空、祥鹏航空、桂林航空和西部航空。
2022年8月18日起，乌鲁木齐国际机场T1航站楼暂停使用，天津航空、首都航空、西部航空、金鹏航空、长安航空、福州航空、祥鹏航空、桂林航空八家航空公司将调整至T2航站楼运行。
2025年4月T4航站楼投入使用后，T1航站楼不再办理旅客业务。

#### T2航站楼（已停用）

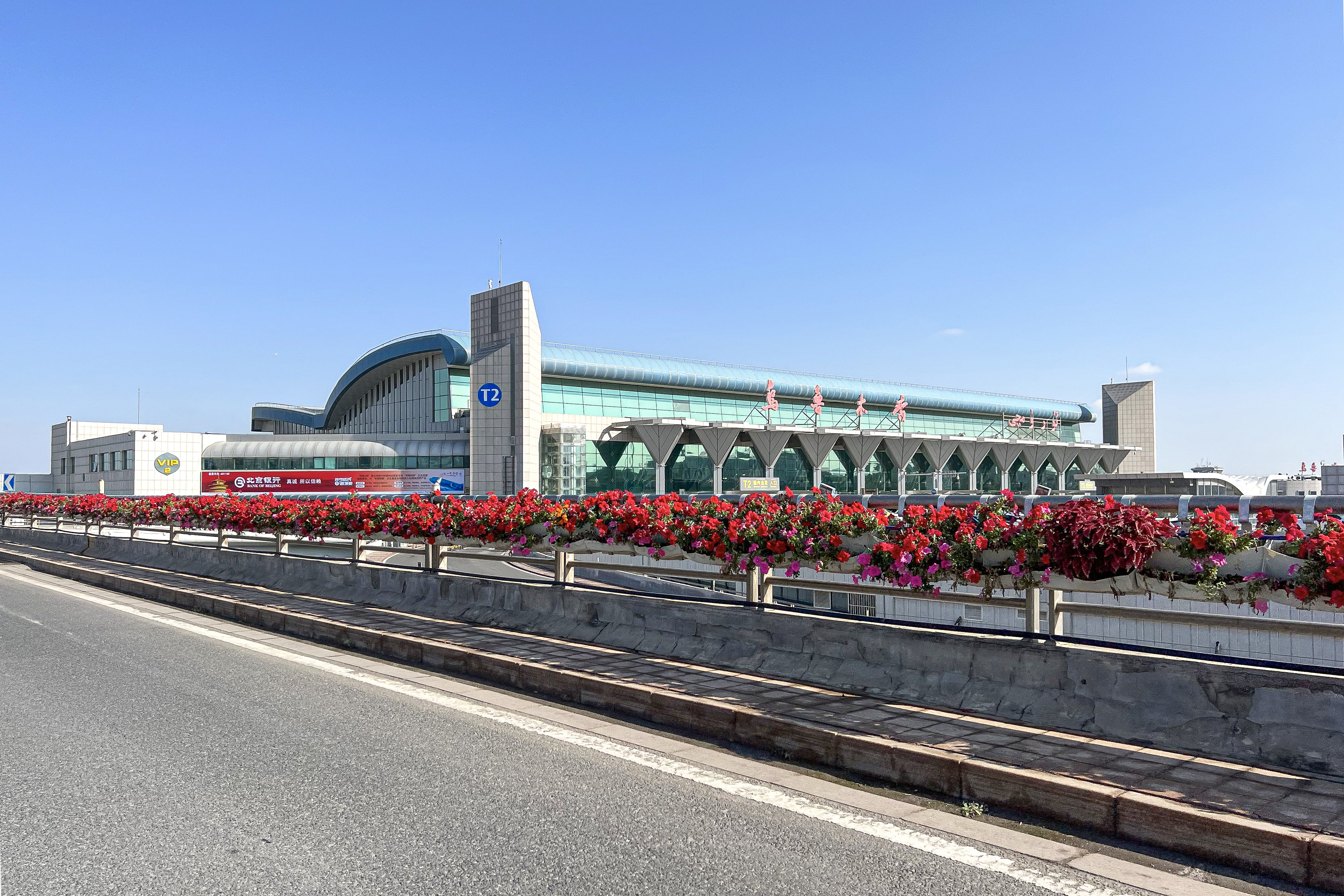
T2航站楼陆侧（已停用）

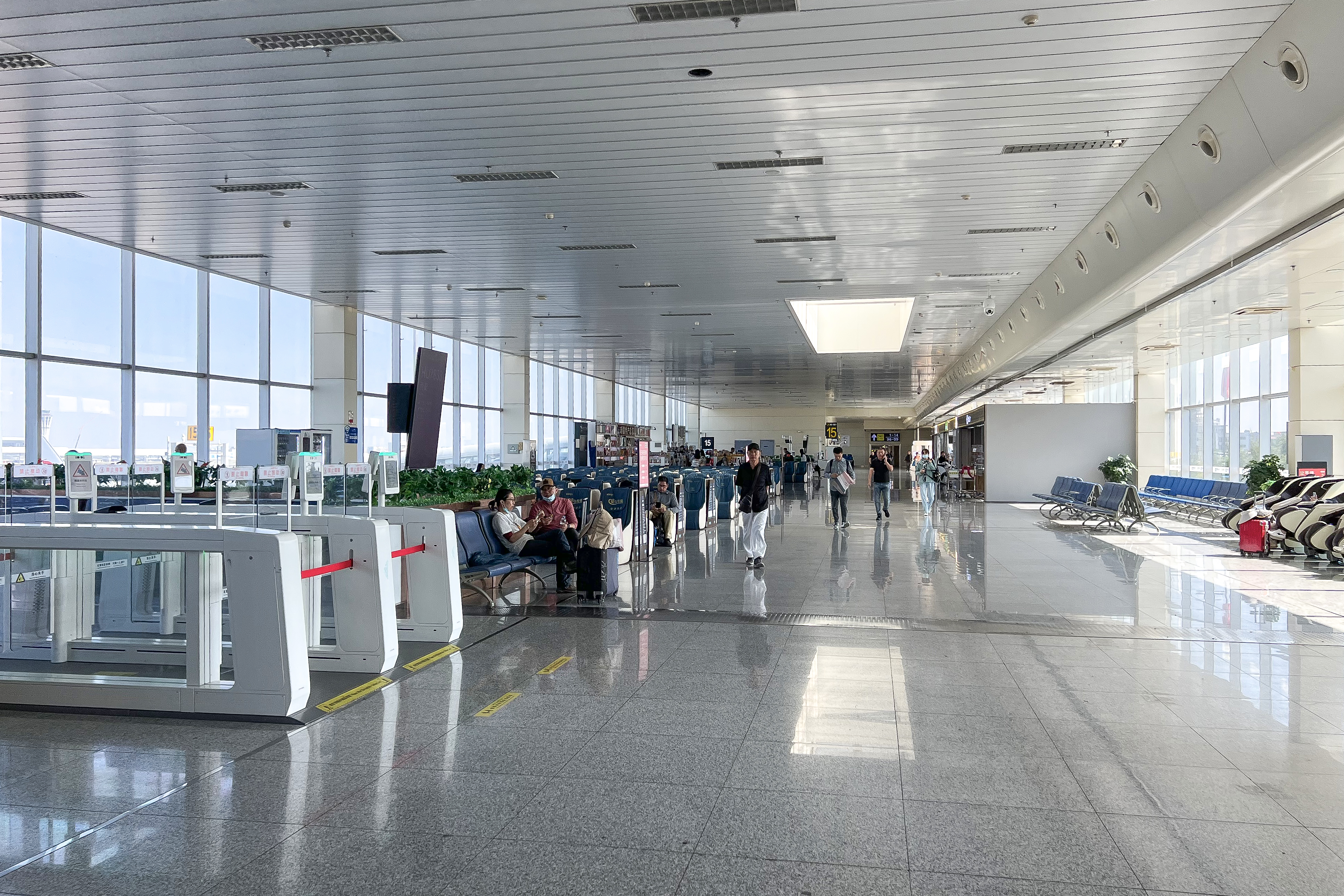
T2航站楼空侧候机区（已停用）

1994年4月乌鲁木齐地窝堡国际机场T2航站楼开工建设，2001年12月竣工通过国家验收，2002年5月12日投入运营，T2航站楼面积为4.8万平方米。
2010年7月10日关闭进行改造工程，2011年4月16日恢复运营。主要供除南航及其旗下航空公司外的国内航线使用。
2019年3月16日，T2航站楼空港客运综合枢纽站建成启用，同时变更T1航站楼旅客到达流程。枢纽站作为T1、T2航站楼到达旅客公共区域使用，T1、T2航站楼到达旅客出隔离区后可通过枢纽站换乘市内交通工具。出发旅客也可通过枢纽站进入T2航站楼乘机。
2020年3月7日，中国南方航空新疆分公司完成乌鲁木齐机场T2航站楼出港大厅自助值机安装测试工作。此次南航将自助值机服务拓展至乌鲁木齐T2航站楼，主要是为了帮助T2、T3航站楼中转旅客更加顺利办理值机手续。
2025年4月T4航站楼投入使用后，T2航站楼停用并改造为国际消费博览中心。

#### T3航站楼（已停用）

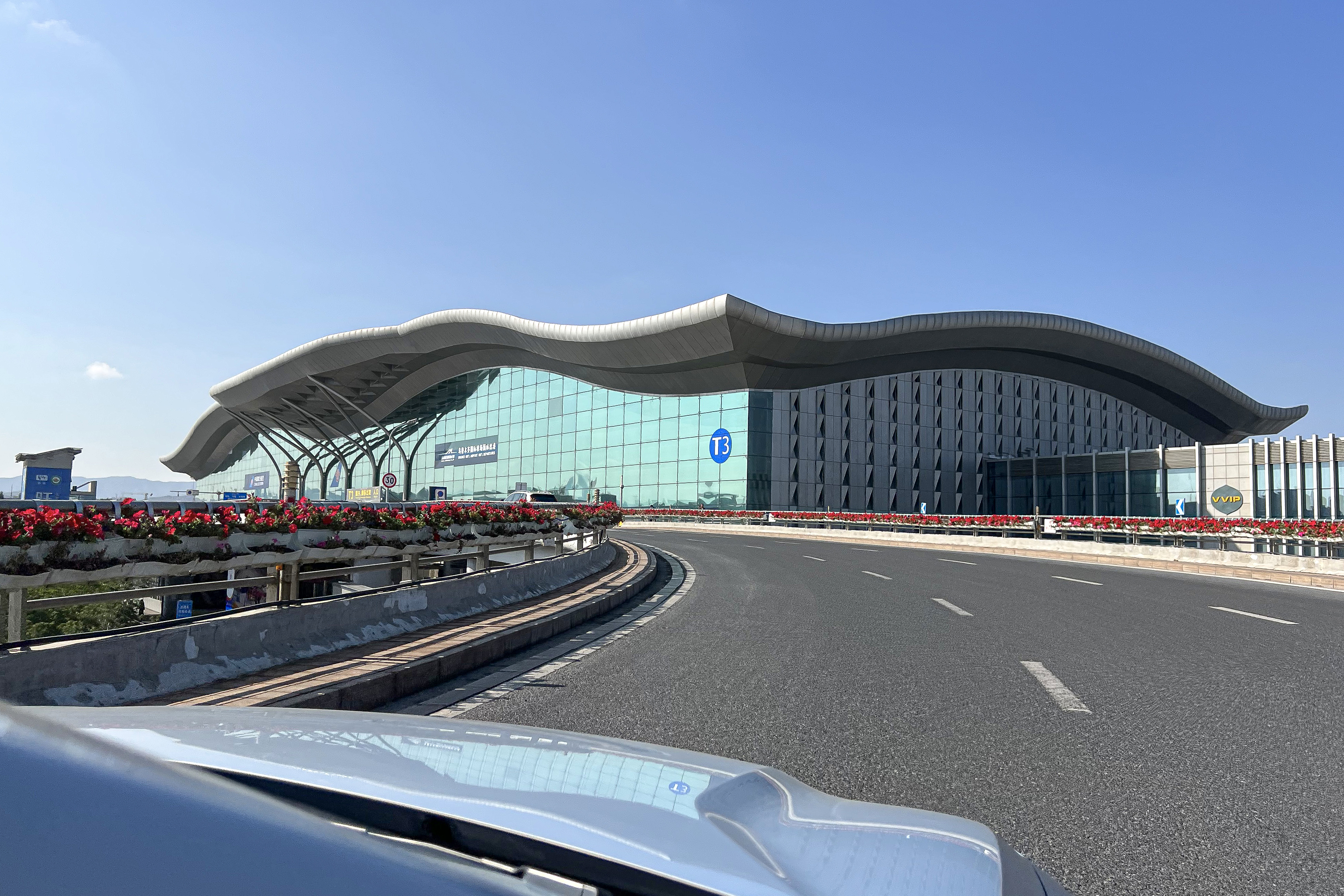
3号航站楼（2023年）（已停用）

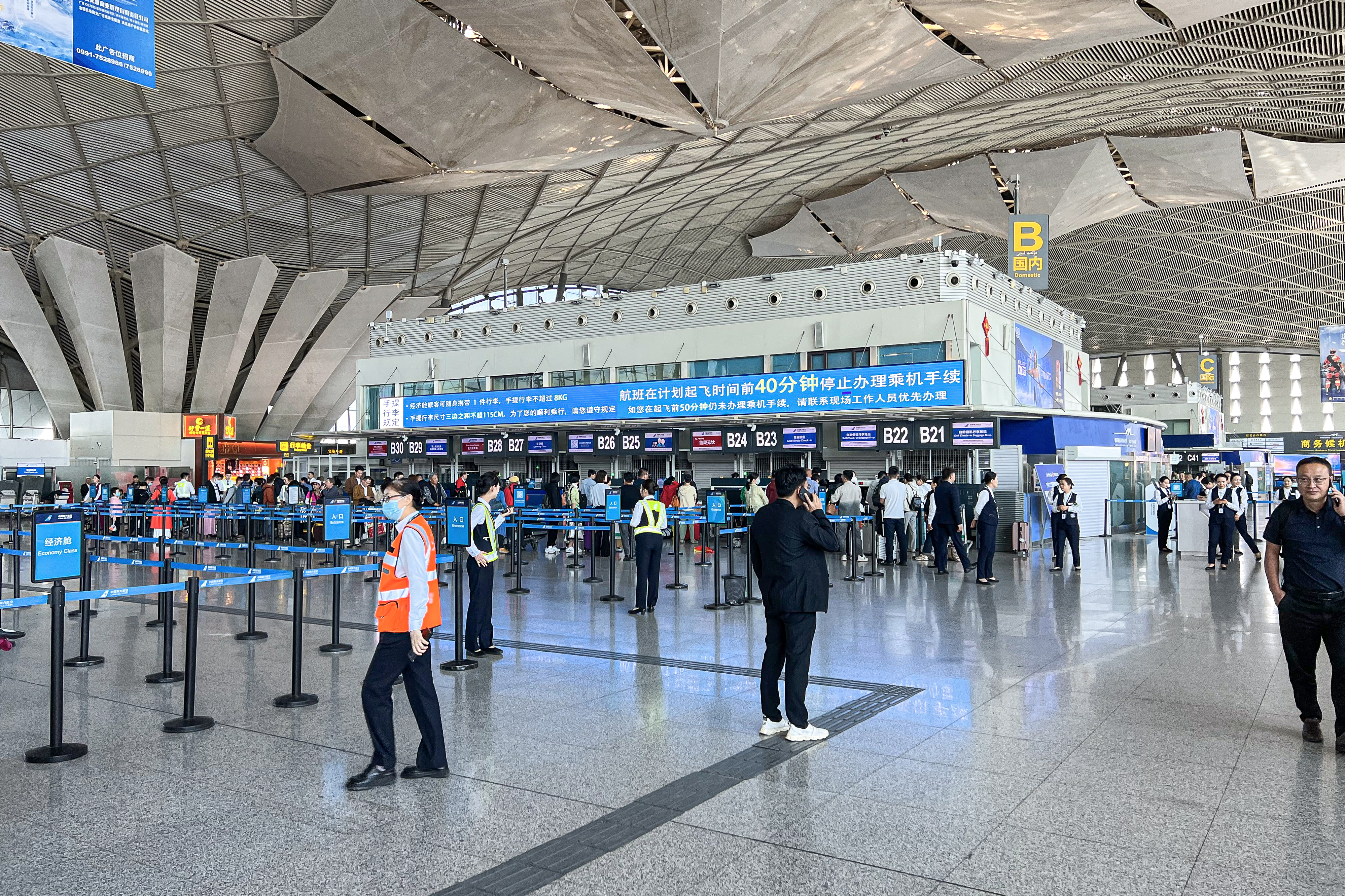
T3航站楼值机区域（已停用）

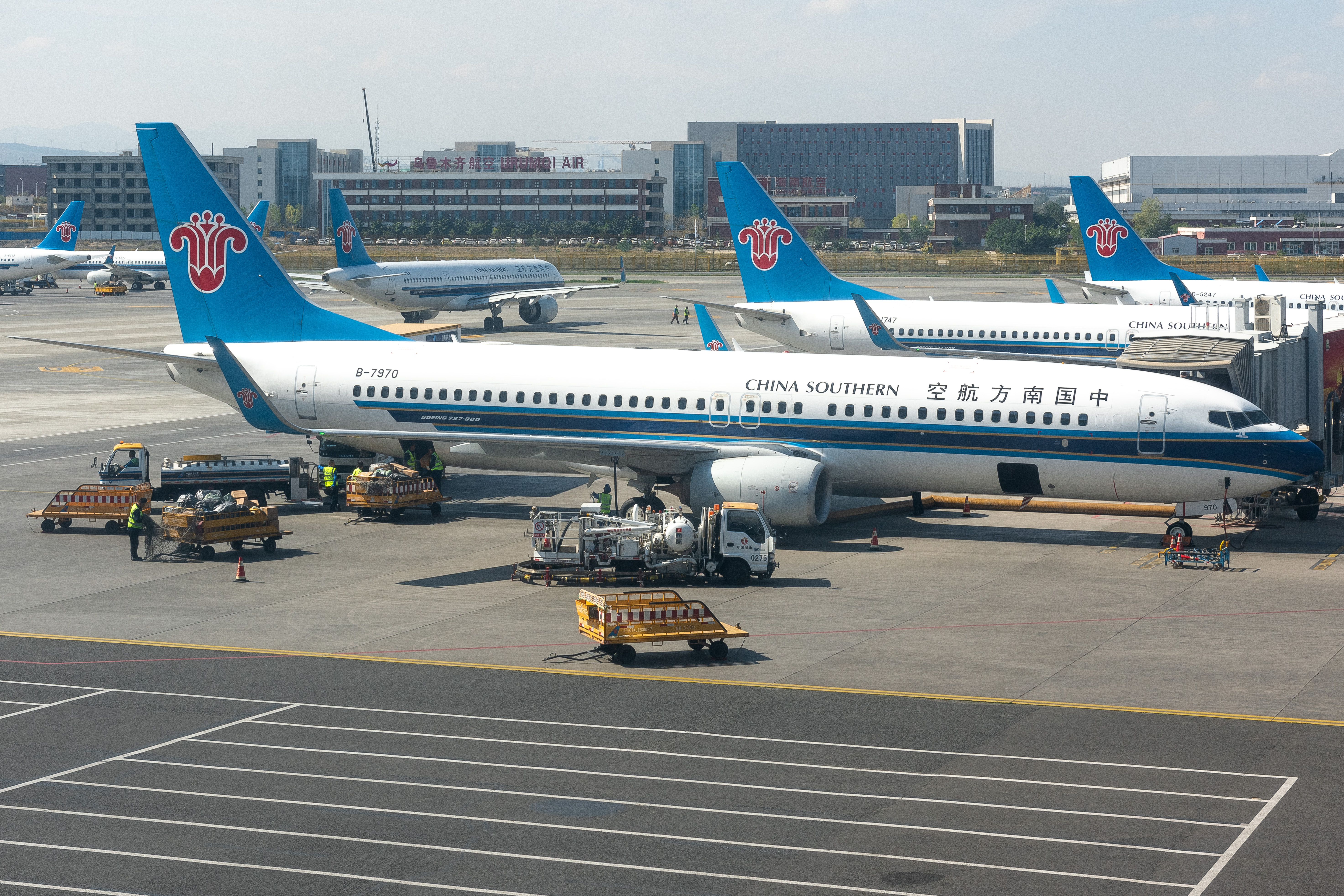
中国南方航空客机于T3航站楼停机坪

2007年4月18日，T3航站楼正式开工，建成后满足年旅客吞吐量1635万人次、货邮吞吐量27.5万吨、运输起降架次15.5万架次的运营需要。根据建设规划，这座安全等级极高的新航站楼将由中国南方航空独家使用，远机位可停泊波音777及波音787夢幻客機以上大型客机。南航的国内业务也全部由Ｔ２楼转至Ｔ３航站楼。主要保障南方航空、厦门航空和重庆航空的国内航班和所有国际/地区航班。乌鲁木齐国际机场三期改扩建工程总投资24.93亿元，新建航站楼面积10．59万平方米，新建客机坪等共计43．8万平方米，新建货运站总建筑面积3．5万平方米，T3航站楼采用结构安全等级一级的预应力钢筋混凝土框架结构建造，以“鸟巢”式的屋面造型，“振翅欲飞”的指廊，是当时新疆有史以来工程投资最多、建筑面积最大、功能最完备、设备最先进的候机楼。
2009年12月22日，乌鲁木齐国际机场三期改扩建工程竣工并通过验收。T3通过楼前高架桥与地面道路交通分别与T2出发层与到达层相联系，并在国内隔离区内也设置了与T2联系的通行通道。T3航站楼有三个指廊，分为国内两个(A,C),国际一个(D)，A、C指廊间距285米，由通廊联接。公共区域设置有母婴候机室、无障碍洗手间、无托运行李值机柜台等，主楼设置票务办理区、安检区、候机区、贵宾休息区、员工工作区、货物区以及休闲区等多个综合区域，外部面积近3万平方米的中心停车场，总停车数量可达2000辆。
2009年12月26日，南航新疆分公司所有国际进出港航班全部迁入T3航站楼且T3航站楼整体投入运营。在主楼的中部有三组岛式值机柜台，A、B岛为国内值机，C岛为国际值机，每个岛有值机柜台20组，其中A岛05-10号柜台为南航国内高端旅客专用值机柜台，C岛48至50号为南航国际高端旅客专用值机柜台。。
办理值机截止时间为“国内、国际航班起飞时间前50分钟截止办理手续”。
2025年4月T4航站楼投入使用后，T3航站楼停用并改造为商务港。

#### 空港客运综合枢纽站
T2航站楼空港客运综合枢纽站：为T1、T2航站楼到达旅客公共区域使用，T1、T2航站楼到达旅客出隔离区后可通过枢纽站换乘市内交通工具。出发旅客也可通过枢纽站进入T2航站楼乘机。

#### 公务停机坪
公务停机坪自2019年11月15日开工建设，2020年9月30日基本完工，新建公务停机坪工程总投资4551万元，经过10个多月的工程建设，项目组于2020年10月21日顺利通过竣工验收，2021年2月2日完成行业验收。公务停机坪南北长179.5米、东西宽84.5米，共设4个停机位，可供G650级以下飞机停放，在公务机不停放的情况下，可供3架C类飞机或2架E类飞机停放，乌鲁木齐机场公务机坪的使用将极大缓解乌鲁木齐机场机位资源紧张，并且提高了公务机保障效率和安全，充分释放客机坪资源，为未来乌鲁木齐机场枢纽化建设奠定坚实基础。

#### 货运设施
- 乌鲁木齐机场货站：新疆机场集团天缘国际物流公司作为乌鲁木齐机场货站运营主体，运营本地国际货运包机企业4家。2021年1月至7月，新增国际货运航空公司13家，吸引3家国内货包机运营企业进驻乌鲁木齐机场，开辟新增乌鲁木齐至阿克托别、乌鲁木齐至伦敦、乌鲁木齐至亚的斯亚贝巴三条货运航线。截至2022年一季度，累计有9家国外航空公司运营乌鲁木齐至第比利斯、马什哈德、比什凯克、阿拉木图、塔什干，以及喀什至布达佩斯、拉合尔、伊斯兰堡、列日货运包机航班（均为非定期航班）[67]。
- 乌鲁木齐机场航空物流园：占地约525亩，规划目标为2030年国际货运量达20万吨，乌鲁木齐机场航空物流园东分拨站房是乌鲁木齐机场航空物流园的重要组成部分，是物流园内重要的多式联运换装作业设施，包括快件分拨中心、跨境电商货站、国际货站等基础设施，是一个以仓储、分拨、配载、配送、信息服务、多式联运、中转换装等货运服务功能为主体的物流园。作为乌鲁木齐市重点新建项目之一，该项目总占地面积约9.8万平方米，建筑面积6.6万平方米，投资额约3亿元，已建成分拨站房、业务配套用房设备用房、海关卡口等[68]。
- 新疆邮政国际国内航空货邮枢纽：该枢纽位于中国邮政集团有限公司乌鲁木齐邮区中心，紧邻乌鲁木齐国际机场，是全国邮政唯一一个邮政生产场区与机坪紧密相连的航空货邮枢纽，日处理能力可达到70万袋件，最高峰值可达120万袋件[69]。

## 服务

### 驻地单位
包括空中管理、机场海关、出入境检验检疫局、边防等。

#### 空管系统

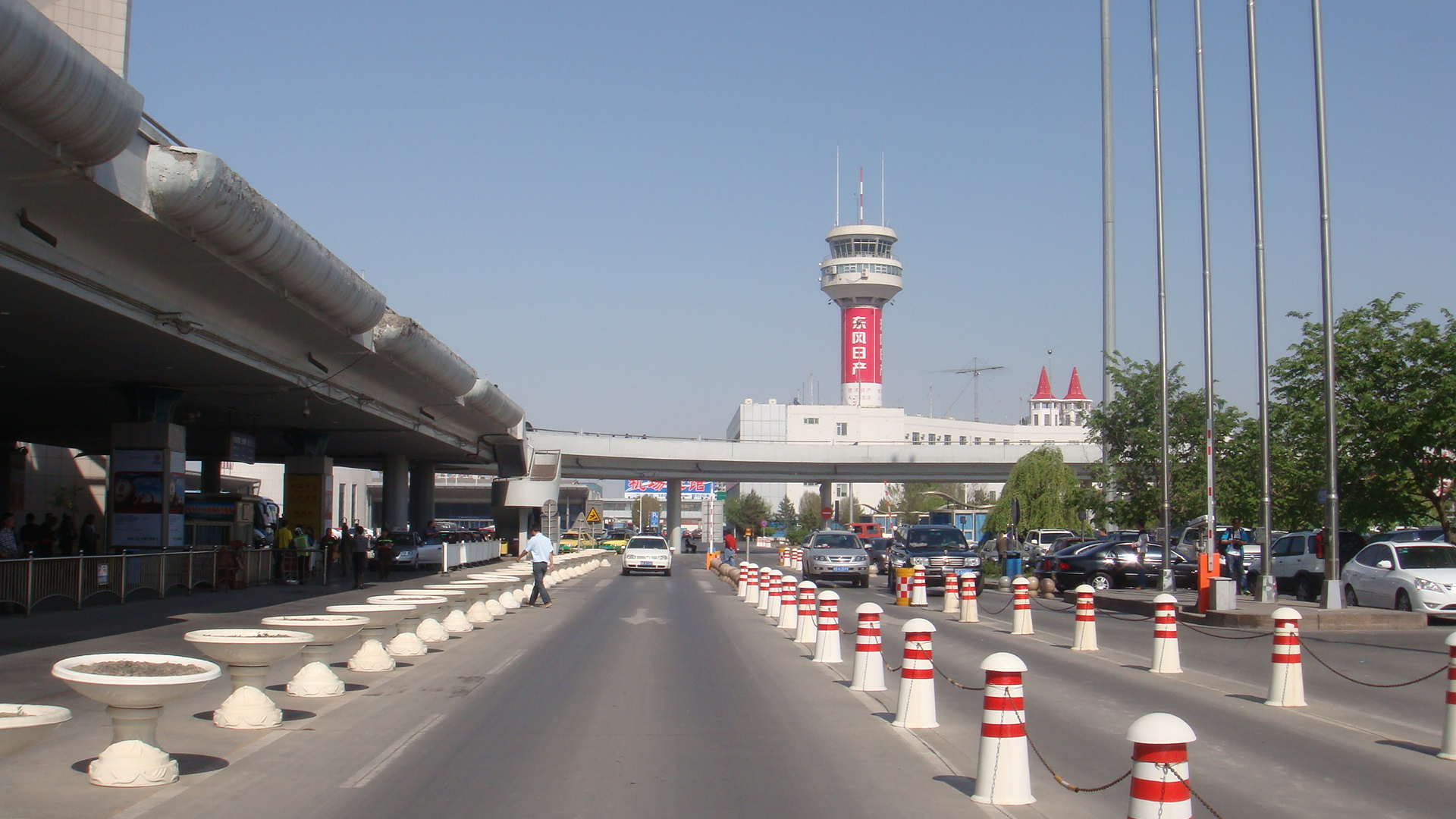
机场南塔台

机场空中交通管制部门由中国民用航空局新疆空管局负责。在用的空管设施主要有航管系统、通信系统、导航系统、航空气象系统等。航管、气象系统设备主要设置于航管楼内。
乌鲁木齐区域管制中心属于乌鲁木齐飞行情报区，空域近200万平方公里。其机关于2016年从机场旁的新疆空管局管制中心搬迁至距离机场4公里、乌鲁木齐市儿童福利院旁的新机关。乌鲁木齐进近管制中心于2010年成立，负责机场周围中低空进离场飞机管制。进近管制于2016年4月迁至T1塔台，2016年11月29日进近管制室迁至新区管中心。
在机场四期建设工程中，北航站区工作区塔台小区新建塔台一座，塔台建设高度99.9米，建筑面积为1427平方米。新建塔台裙房建筑面积为2992平方米，另建设785平方米的独立油机房。2025年4月5日，新塔台正式启用。新航管楼在北航站区工作区空管小区新建新航管楼一座，建筑面积为5994平方米。
南航站区T3航站楼旁的旧塔台，高约50米。北塔台启用后改造为机坪塔台，用于南航站区的机坪管制指挥。

##### 通信频率
- D-ATIS：126.7 MHz
- 塔台管制：118.1 MHz（125.0 MHz）
- 地面管制：121.65 MHz
- 放行频率：121.9 MHz
- 机坪管制一：121.8 MHz
- 机坪管制二： 122.15 MHz

#### 机场海关
乌鲁木齐海关驻机场办事处成立于1995年，2003年调整为乌鲁木齐机场海关(正处级)，隶属乌鲁木齐海关。于2004年12月15日挂牌成立，是新疆最大的航空口岸。乌鲁木齐机场海关监管30条国际航线，负责对进出境国际航班（包括航空器）、进出境人员行李物品、机场海关监管区域（包括监管仓库和机场免税店）、机场进出境贸易性和非贸易性货物及特种货物的监管征放等工作。
在乌鲁木齐国际机场办理境外游客离境退税业务，境外旅客在新疆12家离境退税商店购买的物品，可按规定申请增值税退税。境外旅客可在乌鲁木齐国际机场T3航站楼国际出发D区的离境退税代理点，享受全时段的离境退税服务。退税币种为人民币，采取现金退税和银行转账退税两种退税方式。退税额未超过10000元的，可自行选择退税方式；退税额超过10000元的，以银行转账方式退税。

#### 24小时过境免签证
根据中华人民共和国出入境政策，外国护照持有者可在乌鲁木齐机场过境，但在抵达乌鲁木齐国际机场境内后的24小时内离开中国内地（若在过境阶段，旅客只可在机场停留2小时，之后需要乘坐国际航班离开中国，或乘坐中国国内航班到达下一个转机点并在接下来的22小时内离开中国）。乌鲁木齐机场不适用于外籍国际旅客过境144小时、72小时免办签证政策。
以下国家的公民在乌鲁木齐国际机场转机时不适用于过境免签证规定并需持有签证：
| - 阿富汗 - 亞塞拜然 - 伊朗 - 伊拉克 - 哈薩克 - 吉爾吉斯 | - 馬來西亞 - 奈及利亞 - 阿曼 - 巴基斯坦 - 沙烏地阿拉伯 - 斯里蘭卡 | - 敘利亞 - 泰國 - 土耳其 - 阿聯 - 葉門 |

#### 机场消防救援
北航站区新建2座位于第二跑道的两端消防执勤站。以西侧消防站为消防主站，建筑面积约为3216㎡。以东侧消防站为消防执勤点，建筑面积约为2426㎡。将消防调度指挥中心、消防水池远程控制系统统一建在主消防站内。
在北区航站楼内设置急救中心1008平方米，配置急救车辆5辆。

### 延误与备降
乌鲁木齐国际机场单日起降已超500架次，跑道容量基本饱和，加之机场特殊的地势和气象条件，冬春季常出现大雾低能见度或强降雪等特殊天气，易发生航班备降情况，为保障乌鲁木齐国际机场备降需要，全疆设立7个南北疆重点备降场，1个疆外备降机场，建立其他支线机场为资源补充的层次分明、功能互补的全疆航班备降体系。
为保障乌鲁木齐国际机场备降需要，全新疆支线机场以吐鲁番交河机场为核心备降机场，以下为其他重点备降机场。
- 克拉玛依古海机场
- 哈密伊州机场
- 伊犁伊宁国际机场
- 喀什徕宁国际机场
- 库尔勒梨城机场
- 库车龟兹机场
- 阿克苏红旗坡机场
- 敦煌莫高国际机场[81]。

2019年6月，乌鲁木齐地窝堡国际机场与吐鲁番机场合并运营管理，后者的功能定位也逐步由乌鲁木齐国际机场的主备降场转变为乌鲁木齐国际机场的第二机场。

### 物流服务
乌鲁木齐国际机场分公司推出了“包给我”全流程行李寄送服务，服务项目包含行李寄送业务、行李门到门等6项服务内容，目前已在全国34个大中城市开通行李寄送业务，并与多家航空公司开展深入合作。目前，乌鲁木齐机场可以提供行李“门到门”服务的航空公司包括中国国际航空、上海航空、东方航空、深圳航空、奥凯航空、山东航空、吉祥航空、瑞丽航空、中国联合航空、幸福航空、春秋航空、九元航空、青岛航空、长龙航空、东海航空、湖南航空、龙江航空、华夏航空。

### 咨询及投诉
新疆机场集团于2017年5月18日开通的机场客服热线96556升级为新疆机场集团投诉受理电话，96556电话还具备机场急救、航班查询、安检查询、机场交通查询、行李查询、货运查询、遗失物品查询、投诉建议及人工咨询服务等九大服务功能。

## 交通配套

### 公路

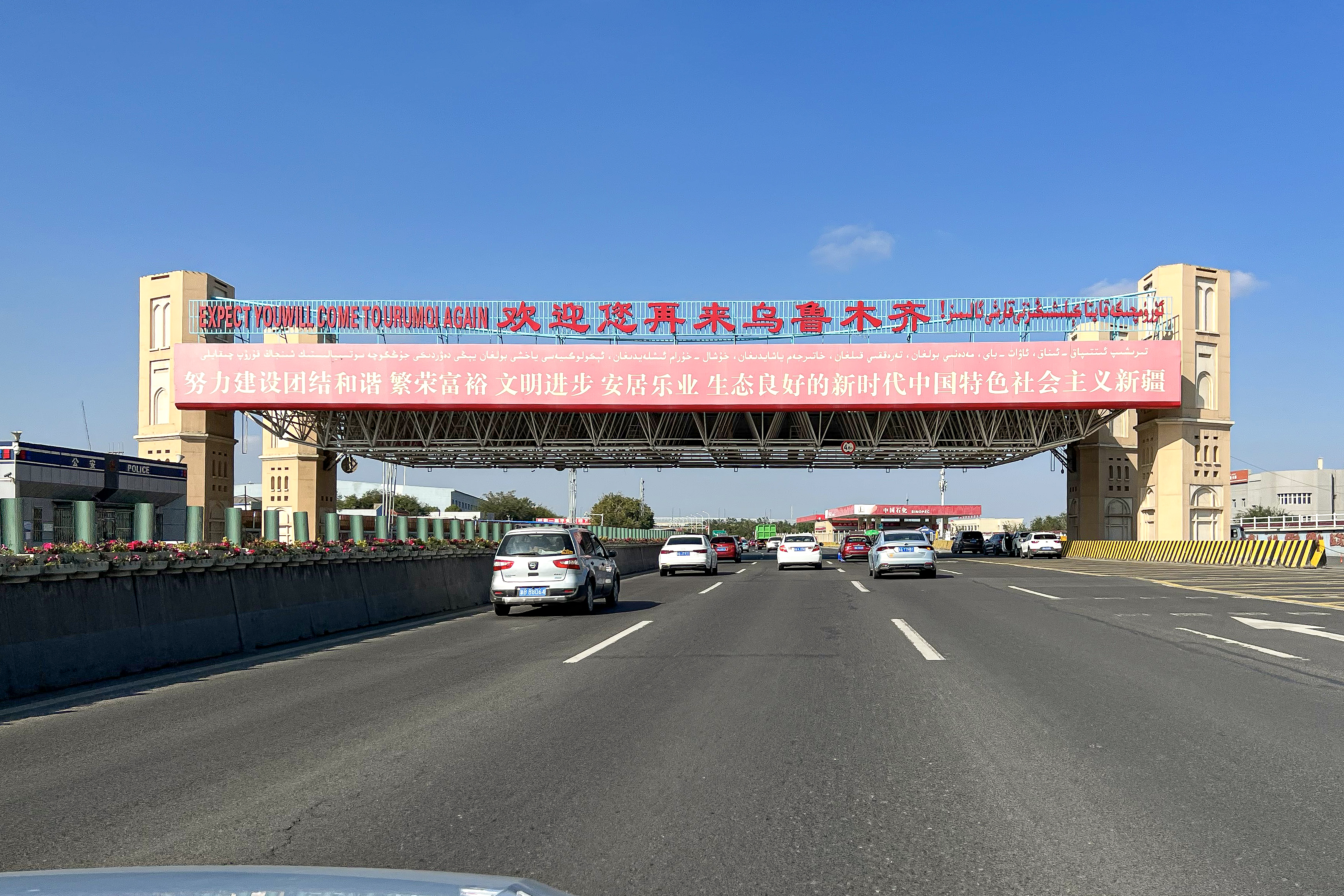
乌昌快速路的欢迎大门

南航站区：进场道路为机场南侧的迎宾路和贵港路，可以从西南侧的机场高架（乌昌快速路）和迎宾北一路进入，机场东侧有安宁渠路。机场北侧有 乌鲁木齐绕城高速公路北外环线。目前机场南侧有两个主要进出口，机场西南侧的主进出口主要用于客运，东南侧的进出口适用于连接机场的工作区和货运区。
北航站区：有两条最主要进场道路。一是西进场路，可连接机场高架（乌昌快速路）、 京新高速和 连霍高速；二是东进场路，可连接河滩快速路（吐乌大高速公路）。另外还有在建和改造的五乌（五家渠市-乌鲁木齐国际机场）高速公路，预计2025年9月完工。

### 城市候机楼
| 城市市内候机楼名称                 | 位置                                          | 备注                             |
| ---------------------------------- | --------------------------------------------- | -------------------------------- |
| 新疆南航明珠国际酒店机场城市候机楼 | 乌鲁木齐市沙依巴克区友好南路576号（红山附近） |                                  |
| 乌鲁木齐德汇中心候机楼             | 乌鲁木齐市沙依巴克区奇台路676号（碾子沟附近） | 早06：40至晚21：40每小时一趟班车 |

| 城市候机楼名称   | 位置                              | 公共交通     | 备注                        |
| ---------------- | --------------------------------- | ------------ | --------------------------- |
| 玛纳斯城市航站楼 | 玛纳斯县城南部中华碧玉园C区11号楼 | 城际机场巴士 | 已启用 咨询电话0994-6656777 |
| 独山子城市航站楼 |                                   | 城际机场巴士 | 已启用                      |
| 石河子城市航站楼 |                                   | 城际机场巴士 | 已启用 0993-2680001/2680000 |
| 奎屯城市航站楼   |                                   | 城际机场巴士 | 已启用                      |

### 地铁/捷运

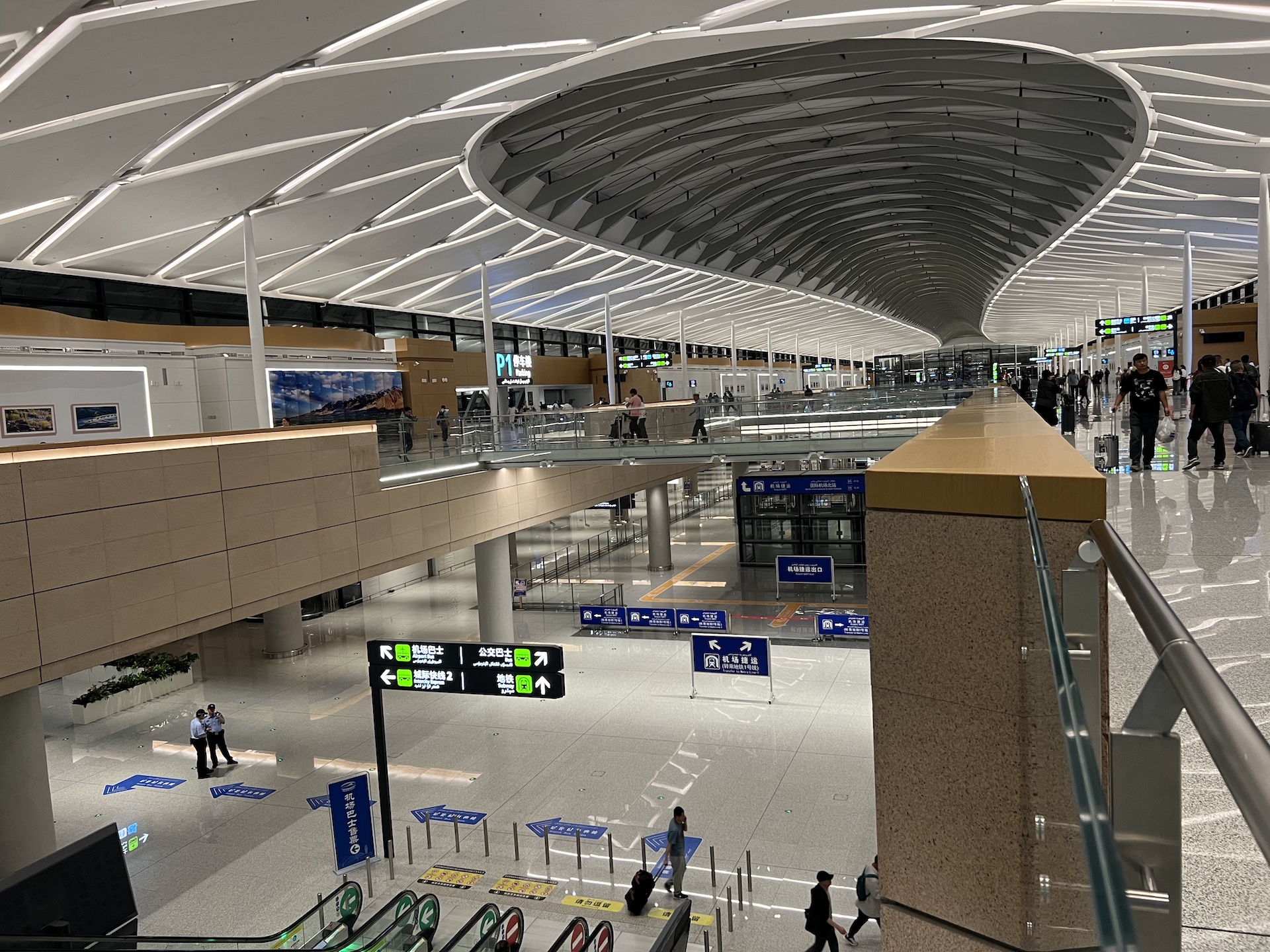
北航站楼综合交通换乘中心大厅（捷运国际机场北站）

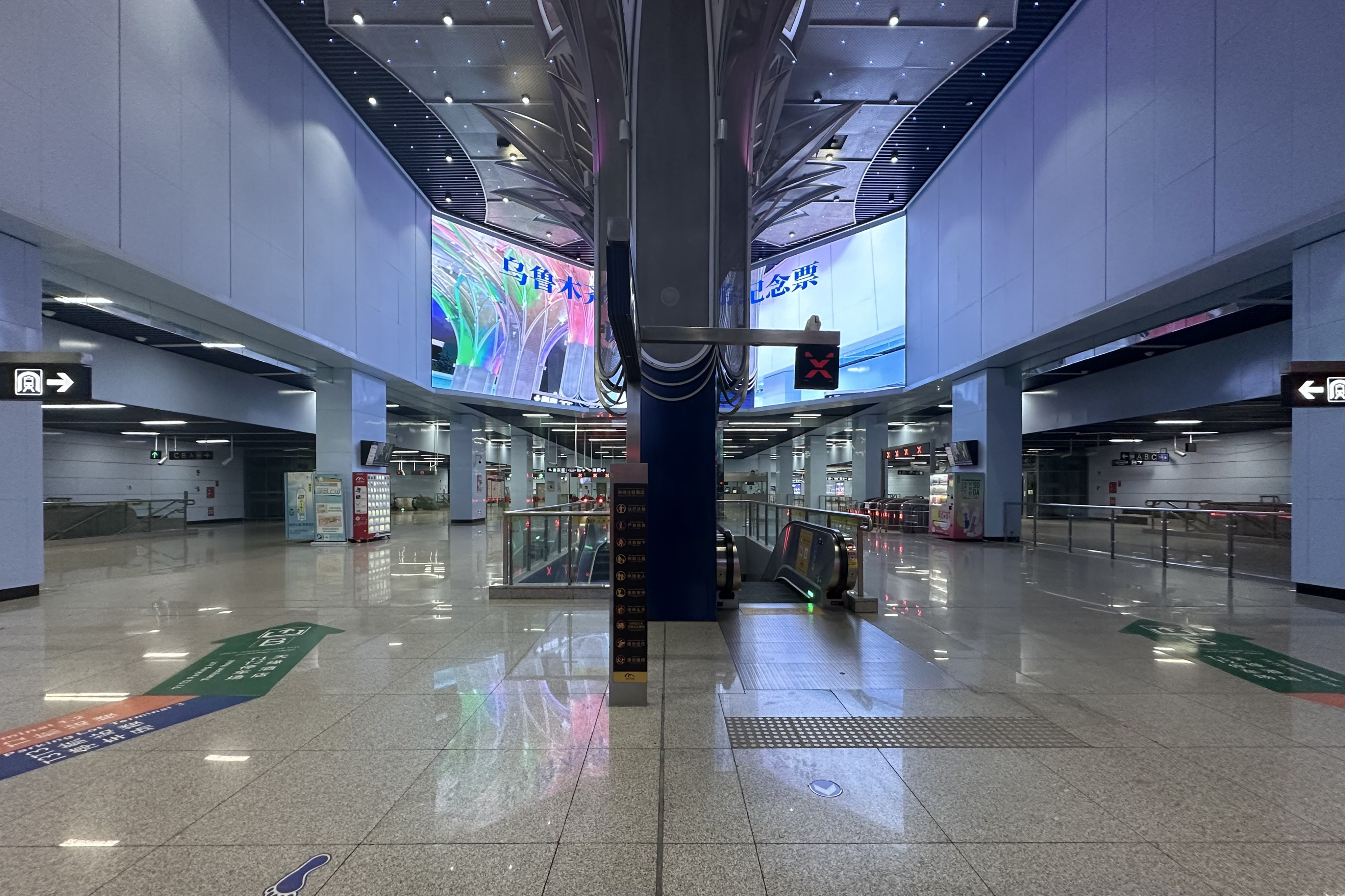
地铁/捷运国际机场站站厅

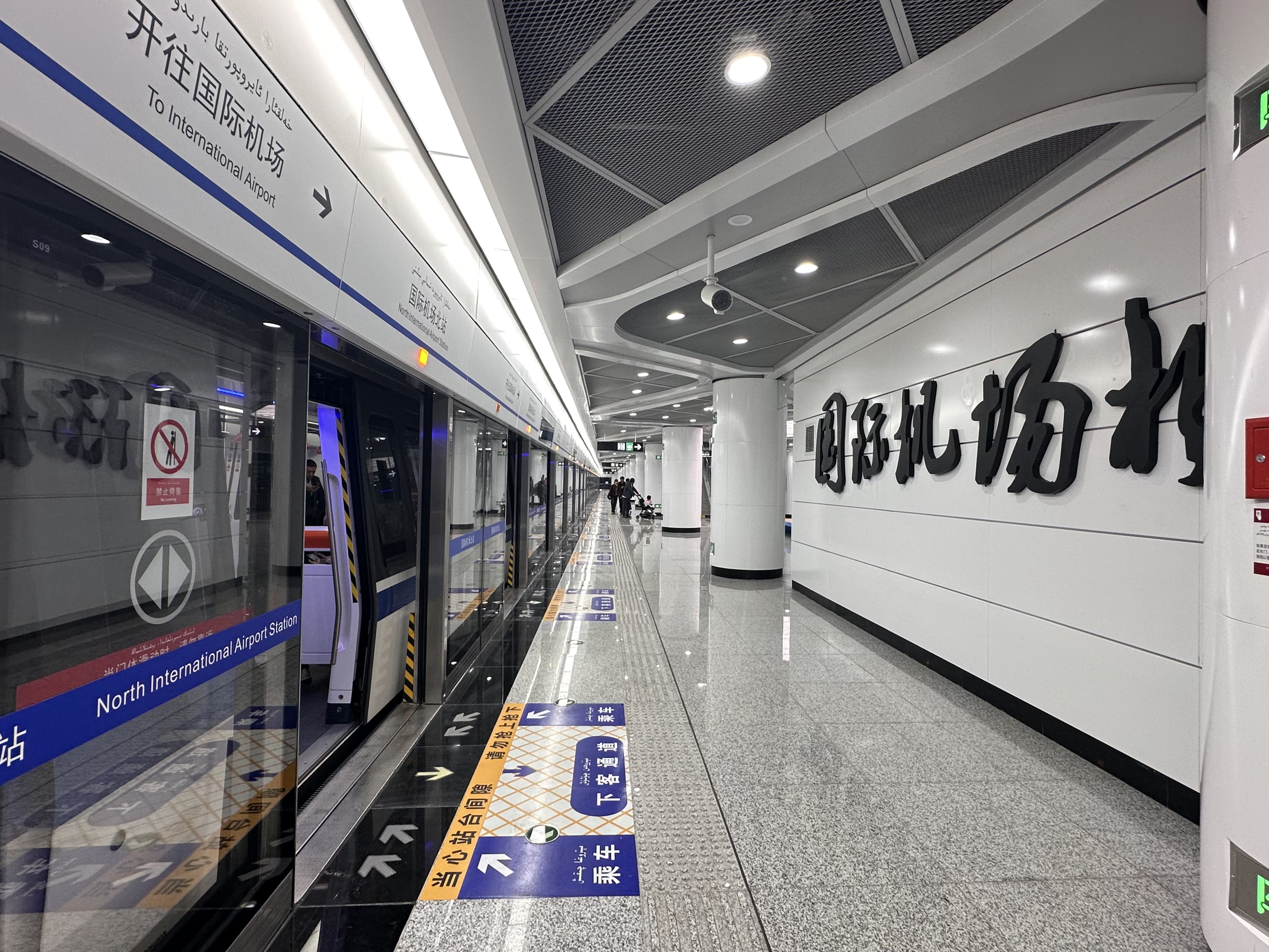
地铁/捷运国际机场北站站台

乌鲁木齐天山國際機場當前投入运营2条軌道交通线路。
- █ 1号线：国际机场站開往三屯碑方向（国际机场站位于T1、T2、T3航站楼附近，由于该部分航站楼停运改造，目前该站无法直接抵达乘机区域）
- █ 机场捷运：国际机场北站開往国际机场站 （可免費换乘乌鲁木齐地铁1号线）

### 普通公交及机场快线
现公交车在南航站区设立七座车站，分别为：贵港路站、迎宾路公交车场站、地铁国际机场站、国际机场站、空港枢纽站、T2航站楼站、T3航站楼站。停靠公交有：27、51、153、913、5302、6301、D017、机场快线1号线（JC01）、机场快线2号线（JC02）、机场快线3号线（JC03）、机场快线4号线（JC04）。
2025年4月开通时，普通公交仅有5302路停靠北航站区，以本站为始发站经机场东公交站往返砂之船奥莱。
| 公交类型 | 线路名 | 停靠车站                                                            | 终点站           |
| -------- | ------ | ------------------------------------------------------------------- | ---------------- |
| 普通公交 | 27     | 市区始发：（市区）→迎宾路公交车场→T2航站楼→T3航站楼→国际机场        | 国际机场         |
| 普通公交 | 27     | 机场始发：T3航站楼→国际机场→地铁国际机场→迎宾路公交车场→（往市区）  | 北郊客运站       |
| 普通公交 | 51     | 市区始发：（市区）→迎宾路公交车场→T2航站楼→T3航站楼                 | T3航站楼         |
| 普通公交 | 51     | 机场始发：T3航站楼→国际机场→迎宾路公交车场→（往市区）               | 三屯碑           |
| 普通公交 | 153    | 市区始发：（市区）→迎宾路公交车场→T2航站楼→T3航站楼                 | T3航站楼         |
| 普通公交 | 153    | 机场始发：T3航站楼→国际机场→地铁国际机场→迎宾路公交车场→（往市区）  | 毛纺厂           |
| 普通公交 | 913    | 市区始发：（市区）→迎宾路公交车场                                   | 迎宾路公交车场   |
| 普通公交 | 913    | 机场始发：迎宾路公交车场→（往市区）                                 | 六道湾           |
| 普通公交 | 5302   | 市区始发：砂之船奥莱→贵港路→迎宾路公交车场→（市区）→机场东→北航站区 | 北航站区         |
| 普通公交 | 5302   | 机场始发：北航站区→机场东→（市区）→迎宾路公交车场→贵港路→砂之船奥莱 | 砂之船奥莱       |
| 普通公交 | 6301   | 市区始发：（市区）→国际机场                                         | 国际机场         |
| 普通公交 | 6301   | 机场始发：国际机场→（往市区）                                       | 华凌畜牧基地     |
| 大站快车 | D017   | 市区始发：（市区）→T3航站楼                                         | T3航站楼         |
| 大站快车 | D017   | 机场始发：T3航站楼→国际机场→地铁国际机场→（往市区）                 | 石化             |
| 机场快线 | JC01   | 市区始发：乌鲁木齐站北广场→北航站区（直达）                         | 北航站区         |
| 机场快线 | JC01   | 机场始发：北航站区→乌鲁木齐站南广场（直达）                         | 乌鲁木齐站南广场 |
| 机场快线 | JC02   | 机场始发：北航站区→（往市区）                                       | 火车南站         |
| 机场快线 | JC03   | 机场始发：北航站区→卡子湾→会展中心→吾悦广场                         | 吾悦广场         |
| 机场快线 | JC04   | 机场始发：北航站区→通汇二手车市场→米东区客运站                      | 米东区客运站     |

乌鲁木齐市交通部门打造“智慧公交”推出“红山通”App，可查询附近站点、公交线路、到站信息等内容，全方位掌握当地公交实时信息。

### 城际快线
乌鲁木齐国际机场北航站区開通了至石河子市、奎屯市、昌吉市、独山子区（克拉玛依）、奇台县、五家渠市方向的机场城际快線大巴。
| 目的地 | 票价/保险 | 站点                          |
| ------ | --------- | ----------------------------- |
| 石河子 | 80/5      | 恒和酒店-北子午路游客集散中心 |
| 奎屯   | 120/5     | 奎屯市客运站                  |
| 昌吉   | 30/5      | 金轮宾馆                      |
| 独山子 | 120/5     | 独山子市区                    |
| 奇台   | 120/5     | 奇台县客运站                  |
| 五家渠 | 25/5      | 五家渠市客运站                |

### 出租车/网约车
乌鲁木齐出租车起步价3公里10元，3公里后每公里1.3元等候费为每分钟0.35元。

## 綜合商業設施
乌鲁木齐機場南航站区範圍內暂設有一間五星級酒店，新疆机场集团有限责任公司下属的乌鲁木齐天缘酒店与南航站区T1、T2、T3航站楼遥相呼应，酒店总建筑面积2.8万平方米，楼高七层。北航站区T4航站楼内同样被規劃机场酒店。截止2019年年末，周边地区的乌鲁木齐国际机场希尔顿欢朋酒店、智选假日酒店等国际连锁酒店已相继开业。

## 航空公司和航点
截止2024年12月底，乌鲁木齐国际机场累计运营航线259条，其中国际客运航线26条，国内客运航线207条。国际货运航线30条，国内定期货运航线1条，国内临时货运航线1条。
目前南航股份新疆分公司、海航股份新疆分公司、天津航空、乌鲁木齐航空、山东航空、四川航空、国航新疆分公司七家国内航空公司先后在乌鲁木齐机场设立了基地公司和运行基地。
- 2002年10月16日，按照航空企业改革重组战略的要求，新疆航空公司加入中国南方航空集团公司，成立中国南方航空新疆分公司，运营基地为乌鲁木齐地窝堡国际机场[93]。
- 2014年8月28日，乌鲁木齐航空航空获得营运资格，总部及运营基设立于乌鲁木齐地窝堡国际机场，次日8月29日正式运营，首飞伊宁。是新疆唯一一家本地航空公司[94]。
- 2015年5月8日，天津航空新疆分公司成立[95]。
- 2018年2月5日，四川航空设立乌鲁木齐基地[96]。
- 2021年9月10日，中国国际航空新疆分公司正式挂牌成立[97]。

### 境內航線
国内航空市场方面，截止2019年涉疆国内航线数量276条，通航点数量95个。其中，乌鲁木齐直飞疆内支线机场航线22条，飞疆外航线及支线机场经乌鲁木齐飞疆外航线由138条。乌鲁木齐国际机场已实现与全国省会与首府城市（不含澳門）直达通航 。

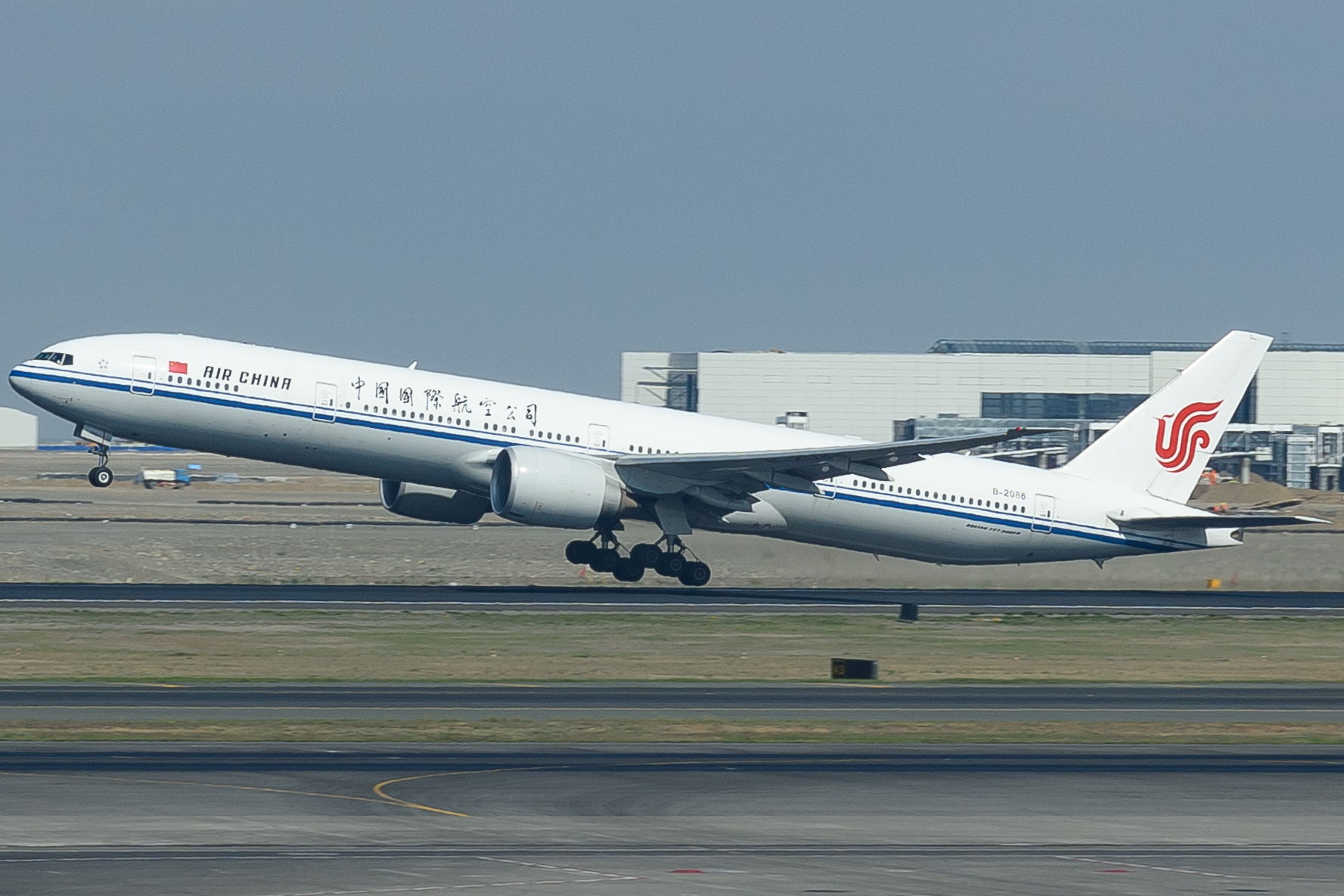
中国国际航空的波音777-300ER型客机在乌鲁木齐国际机场起飞

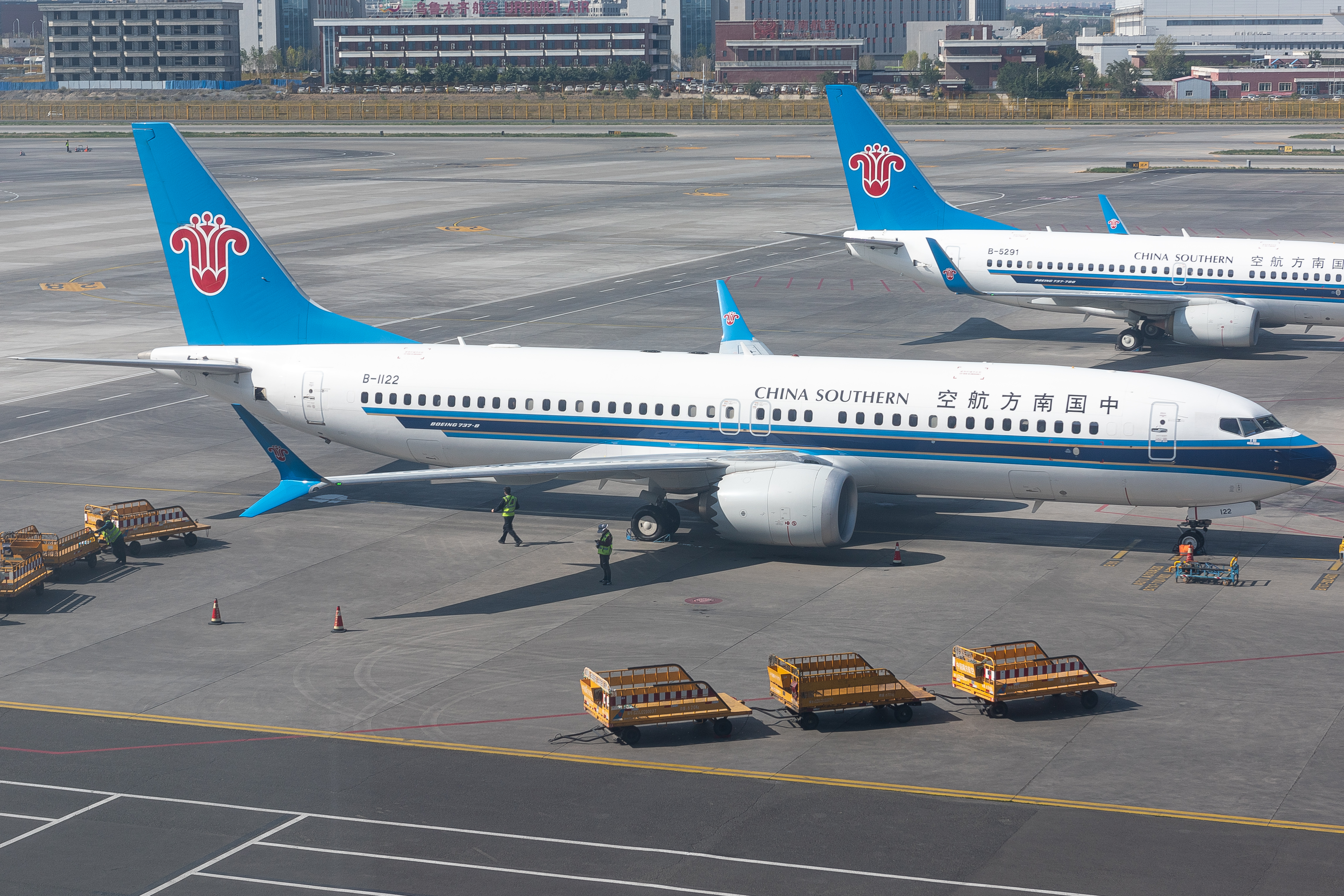
中国南方航空的波音737 MAX 8型客机于乌鲁木齐国际机场

| 航空公司     | 目的地 |
| ------------ | --- |
| 中国南方航空 | 疆內：阿克蘇、阿勒泰、博乐、喀納斯、和闐、喀什、克拉玛依、庫車、庫爾勒、于田、且末、莎車、塔城、圖木舒克、那拉提、伊寧、于闐、昭苏、若羌、富蕴、哈密、阿拉尔、塔什庫爾干（經喀什） 疆外：北京大興、長春、長沙、長沙-深圳、長沙-寧波、長沙-溫州、成都天府、重庆、重庆-昆明、重庆-南寧、重庆-三亞、廣州、贵阳-海口、贵阳-三亞、贵阳-海口、贵阳-深圳、杭州、呼和浩特-長春、濟南-哈爾濱、绵阳-深圳、绵阳-海口、南京、南陽-上海浦东、兰州-海口、兰州-杭州、兰州-瀋陽、南充-惠州、上海虹桥、上海浦东、瀋陽、石家莊-大連、太原-珠海、天津、天津-大連、武汉、武汉-深圳、武汉-廈門、西安、西安-济南、西宁-海口、西宁-長春、西宁-長沙、西宁-杭州、西宁-昆明、银川-海口、银川-南京、郑州-福州、郑州-義烏、巴中-義烏、绵阳-海口、兰州-長春、天津-大連、西宁-南昌、巴中 |
| 中国国际航空 | 疆內：庫爾勒、伊寧、阿克苏、和闐、喀什、石河子、和闐、庫車、圖木舒克、哈密 疆外：北京首都、成都雙流、成都天府、重庆、廣州、西寧-上海浦東、运城-杭州、天津 |
| 乌鲁木齐航空 | 疆內：阿克蘇、喀什、和闐、于闐、庫爾勒-和闐、哈密 疆外：成都天府、重庆、漢中-杭州、濟南-齊齊哈爾、濟南-沈陽、兰州-长沙、兰州-合肥、兰州-連雲港、蘭州-南京、兰州-瓊海、隴南-杭州、绵阳-海口、南充-南京、南充-温州、上海浦東、深圳、萬州-温州、武汉-揭陽潮汕、武汉-昆明、西安、延安-成都天府、郑州-瓊海、郑州-南充、宜宾-惠州、银川-温州、陇南-南京、桂林 |
| 海南航空     | 疆內：喀什、阿克蘇、阿勒泰、库尔勒、庫車、和闐、伊寧 疆外：北京首都、重庆、重庆-厦门、廣州、漢中-南京、南昌-海口、兰州、兰州-衡陽、兰州-臨沂、兰州-深圳、上海浦東、十堰-南京、深圳、西安、三亞、廣州、大連、郑州、武汉-温州、深圳、重庆-海口、福州、太原、兰州-合肥、廈門、瀋陽 、青岛、長沙、武汉、珠海、温州、宜昌-杭州 |
| 中国东方航空 | 疆內：喀什、圖木舒克、庫車、和闐 疆外：合肥、昆明、上海虹桥、上海浦东、成都天府、寧波、太原-南京、西安、西安-南京、西安-杭州、西安-拉薩、合肥、南京、武汉、長春、西安-济南 |
| 山东航空     | 疆內：阿克蘇、喀什、若羌、喀納斯 疆外：合肥、济南-福州、南京-厦门、兰州-济南、青岛-杭州、石家庄-煙台、太原、天津、烟台、青岛、银川-济南、银川-太原、鄭州、昆明、杭州、福州、西安、瀋陽、寧波、银川-长沙 |
| 四川航空     | 疆內：阿勒泰、喀什 疆外：成都雙流、成都天府、成都雙流-揚州、成都天府-合肥、重庆、重庆-三亞、廣元、兰州-昆明、瀘州-南寧、太原-杭州、天津-哈爾濱、西寧-北海、西寧-拉薩 、兰州-济南、瀘州-泉州 |
| 厦门航空     | 疆內：庫爾勒、伊寧、阿勒泰、喀什 疆外： 北京大興、长沙-杭州、济南-泉州、银川-福州、天津-厦门、西安-天津、兰州-杭州、郑州-厦门、南昌-福州、武汉-厦门、济南-杭州、重庆-长沙 |
| 天津航空     | 疆內：阿克苏、阿勒泰、博乐、和闐、喀什、庫車、庫爾勒、那拉提、塔城、伊寧、喀納斯、阿拉尔 疆外：北京首都、天津-長春、西安-東營、西安-湛江、盐城、郑州、杭州、武汉-海口、長沙 |
| 春秋航空     | 疆內：于田、喀什 疆外：兰州、廣州、洛陽-寧波、上海虹桥、成都雙流、石家庄、西安-上海虹桥、榆林-沈陽、杭州、银川 |
| 深圳航空     | 疆內：庫爾勒 疆外：廣州、鄭州-深圳、兰州-深圳、深圳、南昌、西安-桂林 |
| 首都航空     | 疆內：伊寧 疆外：北京大興、杭州、郑州、海口、宜昌、郑州-厦门、兰州、敦煌-杭州、石家庄-杭州、绵阳-杭州、兰州-北京大興、呼和浩特-杭州、西安-东营、敦煌-西安 |
| 长龙航空     | 疆內：阿克蘇、阿拉尔 疆外：银川-杭州、银川-上海浦東、西寧-温州、银川-徐州、郑州-杭州、西寧-杭州 |
| 九元航空     | 疆內：伊寧 疆外：廣州、贵阳 |
| 上海航空     | 疆內：和闐 疆外：上海虹桥、上海浦东、銀川-鄭州 |
| 祥鹏航空     | 疆內：喀什 疆外：成都天府、昆明、阿里、西寧-昆明、兰州-昆明 |
| 金鹏航空     | 疆內：伊寧 疆外：上海浦东、深圳、郑州、济南 |
| 奥凯航空     | 银川-长沙、银川-天津、長沙、西安、太原 |
| 吉祥航空     | 上海虹桥、西安、南京 |
| 江西航空     | 西安-南昌、郑州、兰州-南昌 |
| 中国联合航空 | 北京大興、呼和浩特、合肥 |
| 中國西部航空 | 重庆、郑州、合肥、兰州-重庆 |
| 河北航空     | 石家庄、银川-石家庄 |
| 青岛航空     | 兰州、青島 |
| 湖南航空     | 无锡、長沙 |
| 桂林航空     | 郑州、桂林 |
| 北部湾航空   | 宜昌、海口（經阜陽) |
| 東海航空     | 鄭州-南通 |
| 福州航空     | 宜昌-廈門 |
| 西藏航空     | 银川-上海浦東 |
| 華夏航空     | 阿克蘇 |
| 長安航空     | 西安 |
| 幸福航空     | 西安 |
| 龍江航空     | 南京（經太原） |

### 港澳台/國際航線
烏魯木齊國際機場累计运营国际航线57条，其中国际客运航线29条，国际货运航线29条。客运定期航线通航17个国家22个城市，其中与高加索地區三國與中亚五国實現全部通航，且通航中亚航点数量为国内十大枢纽机场之首，达到8个。

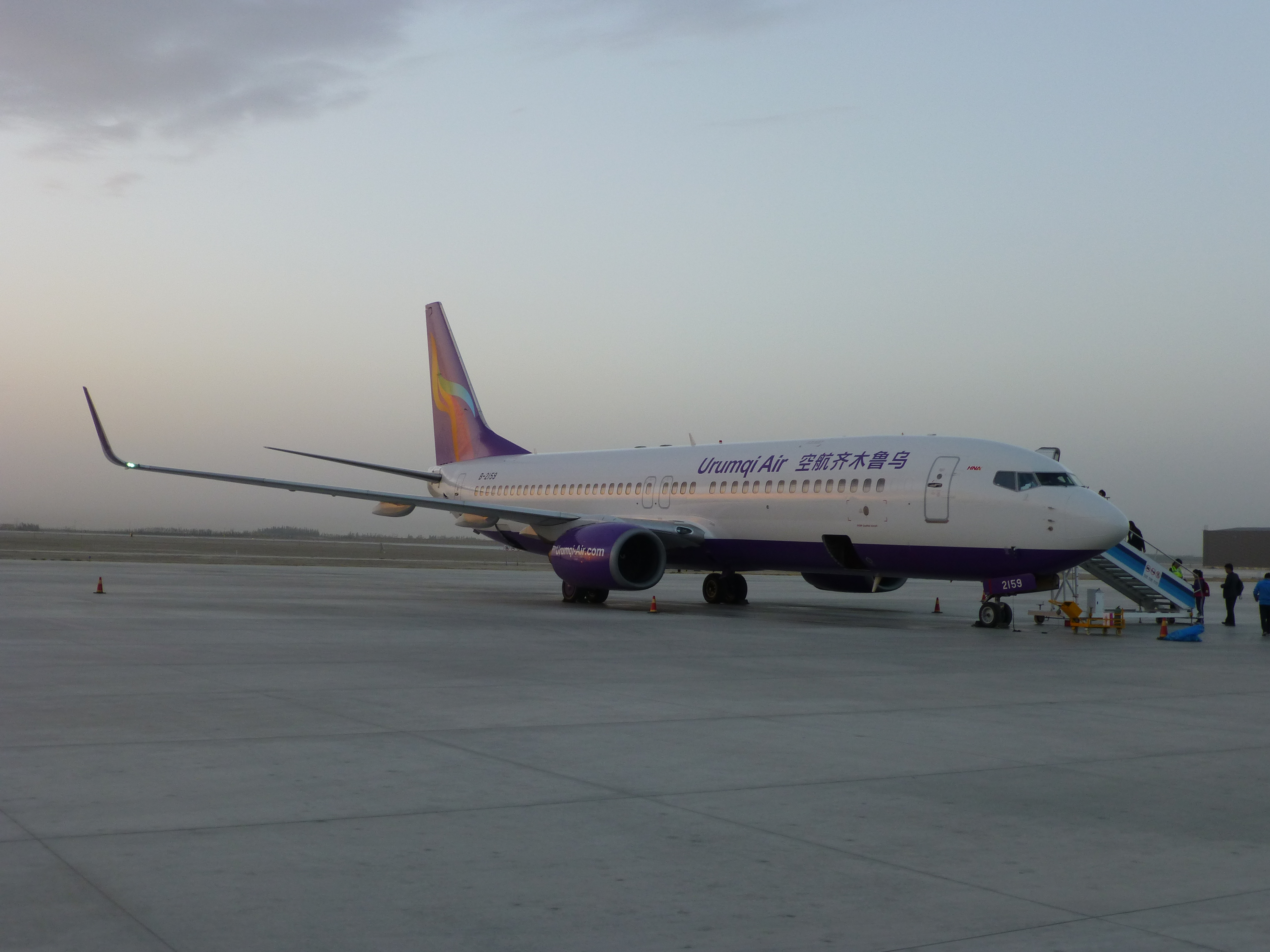
乌鲁木齐航空波音737-800型客机 注册号B-2159

| 航空公司           | 目的地 |
| ------------------ | --- |
| 中国南方航空       | 港澳台：香港 中亞：阿拉木图、阿斯塔纳（直飛或经广州）、奥什、比什凯克、杜尚别、苦盏、阿什哈巴德（直飛或经西安）、塔什干、撒马尔罕 西亞：巴库（直飛或经停往西安）、葉里溫、迪拜、莎迦、德黑兰 南亞：伊斯兰堡、拉合爾 東南亞：曼谷/素万那普（季节性）、吉隆坡（經廣州） 歐洲：莫斯科/谢列梅捷沃、圣彼得堡、新西伯利亚、叶卡捷琳堡、伊尔库茨克、第比利斯、伊斯坦布尔 |
| 乌鲁木齐航空       | 港澳台：香港 亞洲：杜尚别、名古屋/中部（經武漢或濟南）、芽庄、曼谷/廊曼（經洛陽）、曼谷/素万那普（經洛陽）、芭提雅、新加坡（经武汉） 歐洲：叶卡捷琳堡、伊尔库茨克 |
| 海南航空           | 亞洲：阿斯塔纳、新西伯利亚 歐洲：莫斯科/谢列梅捷沃（经停往北京） |
| 中國國際航空       | 亞洲：塔什干 歐洲：莫斯科/谢列梅捷沃、第比利斯 |
| 天津航空           | 亞洲：大阪/關西（經天津） 歐洲：喀山（旅游包机） |
| 西部航空           | 济州（经重庆）、新加坡（经重庆）、普吉（经重庆） |
| 山东航空           | 大阪/關西（經青島）、曼谷/素万那普（經昆明） |
| 春秋航空           | 济州（经石家庄） |
| 四川航空           | 悉尼（经重庆） |
| 國泰航空           | 香港 |
| 阿斯塔纳航空       | 阿拉木图、阿斯塔纳 |
| 飛獅航空           | 阿斯塔纳 |
| 斯卡特航空         | 奇姆肯特 |
| 伊泰克航空         | 比什凯克 |
| 乌兹别克斯坦航空   | 塔什干、費爾干納 |
| 索蒙航空           | 杜尚别、苦盞 |
| 西伯利亚航空       | 新西伯利亚、莫斯科/多莫杰多沃（季节性） |
| 俄罗斯航空         | 莫斯科/谢列梅捷沃 |
| 方位角航空         | 乌法 |
| 白俄羅斯航空       | 明斯克 |
| 阿拉伯航空         | 沙迦 |
| 阿里亚纳阿富汗航空 | 季節性：喀布尔 |
| 馬來西亞航空       | 季節性：吉隆坡 |
| 全亞洲航空         | 季節性：吉隆坡 |
| 泰国全亚洲航空     | 季節性：喀比 |
| 大韓航空           | 季節性：首爾/仁川 |

- 以航空公司官方发布的运营公告为准

### 朝覲航線
由中国伊斯兰教协会负责组织，新疆穆斯林群眾可透過以下航線前往麥地那朝覲：
| 航空公司     | 目的地       |
| ------------ | ------------ |
| 中國國際航空 | 麥地那、吉達 |
| 中國南方航空 | 麥地那       |

### 貨運航线
截止2024年年底，乌鲁木齐国际机场共运营30条货运航线，其中国际定期航线6条，国际临时货运航线22条；国内定期货运航线1条，国内临时货运航线1条。国际货包机全年共完成货邮吞吐量3.55万吨。
三坪站负责货物的空铁联运，2025年4月11日第一列从广州始发的货运列车到达三坪站，后转运至乌鲁木齐国际机场，完成组板入仓、报关查验等流程后，当日搭乘中国南方航空公司航班飞抵哈萨克斯坦阿拉木图国际机场。
| 航空公司                      | 目的地                                                                         |
| ----------------------------- | ------------------------------------------------------------------------------ |
| 中国南方航空货运              | 新西伯利亚、阿拉木图、埃里温、上海、北京（首都）、鄭州－广州                   |
| 新疆交建物流公司              | 布加勒斯特、马斯特里赫特、伦敦（斯坦斯特德）、拉各斯、吉达、特拉维夫、阿拉木图 |
| 顺丰航空                      | 布达佩斯、比什凯克、阿拉木图、伊斯蘭堡、兰州－杭州、南昌－杭州、西宁－杭州     |
| 中国邮政航空                  | 莫斯科、兰州                                                                   |
| 天津货运航空                  | 土库曼纳巴德                                                                   |
| 圆通航空                      | 塔什干、贝尔格莱德                                                             |
| 中州航空                      | 鄭州                                                                           |
| 京東航空                      | 北京（大兴）                                                                   |
| European Cargo                | 伯恩茅斯                                                                       |
| European Cargo                | 卡迪夫                                                                         |
| 泰坦航空                      | 伦敦（斯坦斯特德）                                                             |
| One Air                       | 东米德兰兹                                                                     |
| 法國CMA CGM Air Cargo         | 巴黎                                                                           |
| 西班牙CMA CGM Air Cargo       | 马德里                                                                         |
| 塞爾維亞My Freighter Airlines | 尼什                                                                           |
| MNG Airlines                  | 伊斯坦布爾                                                                     |
| 圆通航空                      | 卡托维兹                                                                       |
| 哈薩克斯坦阿尔法天空航空      | 布加勒斯特                                                                     |
| 土庫曼斯坦航空貨運            | 阿什哈巴德                                                                     |
| 絲綢之路航空                  | 巴庫、法兰克福                                                                 |
| ASL比利時航空                 | 列日                                                                           |
| 格鲁吉亚迈威航空              | 第比利斯                                                                       |
| 埃塞俄比亚航空                | 亚的斯亚贝巴                                                                   |
| 伏尔加-第聂伯航空             | 塔什干—苏黎世                                                                  |

## 统计
请参阅源Wikidata查询.

## 事件及意外事故
1993年11月13日，一架编号为B-2141的MD-82中国北方航空（CBF6901/CJ6901）由沈阳经北京飞往乌鲁木齐的定期航班，在乌鲁木齐机场进近时于距跑道约2.2公里的农田中坠毁。10名机组成员中，4人遇难；92名旅客中，8人遇难。
2004年5月18日，上午11点左右，一架阿塞拜疆航空公司的货运飞机在新疆乌鲁木齐机场坠毁。发生事故的这架伊尔-76货运飞机当时正在执行乌鲁木齐到阿塞拜疆首都巴库的货运航线。失事货机为阿塞拜疆和乌克兰合营的阿塞拜疆航空公司所有，机组7人全部遇难，其中乌克兰籍6人，阿塞拜疆籍1人。
2010年9月26日，乌鲁木齐国际机场附近一工厂发生火灾，当日晚间机场跑道东侧围墙外一家“恒利挤塑板厂”发生火灾并有爆炸，由于有爆炸物散落到机场跑道，乌鲁木齐国际机场关闭了一个小时清理跑道。
2012年5月9日19时，乌鲁木齐市高新区一企业2名工人在乌鲁木齐国际机场飞机维修基地加气站旁一工程施工焊接过程中，发生氩气泄漏窒息。
2012年7月2日21点，阿联酋航空公司从迪拜飞往北京的EK308航班在飞行途中货舱起火，随后紧急在乌鲁木齐机场迫降，所幸无人受伤，部分旅客的行李被烧焦。200余名旅客在乌鲁木齐滞留超过13个小时，次日上午11点，滞留旅客在阿航的安排下开始陆续返京。
2014年5月1日8时19分，乌鲁木齐机场飞往新疆和田的CZ6817航班在爬升过程中遭遇信鸽群碰撞，造成E190航空器多处受损，紧急返航降落乌鲁木齐机场。
2016年12月13日，乌鲁木齐地窝堡机场发生两起飞机滑出跑道事件，事件中无人员伤亡。上午9时30分一架	上海航空公司，航班号为FM9220的波音737-800（注册号：B-5370）型飞机，在乌鲁木齐地窝堡机场推出滑行后，在转弯过程中因地面结冰，机组操作不当致前轮滑出滑行道事故。事发后的10时许，航班号CZ3436的中国南方航空深圳分公司的空中客车A320（注册号：B-2391）型飞机，事发时，飞机发生侧滑，左主起落架偏出滑行道。
2017年10月24日，国泰航空从法国巴黎飞往香港的CX260航班因引擎原因备降乌鲁木齐机场。该航班由波音777-300ER(B77W)飞机执飞，于巴黎当地时间10月23日13:23(北京时间19:23)由法国巴黎戴高乐国际机场起飞，原计划北京时间10月24日早上6点半左右抵达香港国际机场。由于出现意外，该航班于北京时间10月24日早上5时许备降乌鲁木齐地窝堡国际机场。该航班的旅客和机组多为外籍人士，故全员不能下机，已在机上等候几个小时。国际航班备降安排下机涉及边检、检疫、海关等多方协调。
2020年7月16日，受疫情防控情况影响，乌鲁木齐机场航班大量取消，直至9月陆续新开、恢复多条出疆航线。

## 外部連結
- 新疆機場集團公司
- 中国南方航空新疆分公司
- 民航新疆地区管理局（页面存档备份，存于）